# Hamlet

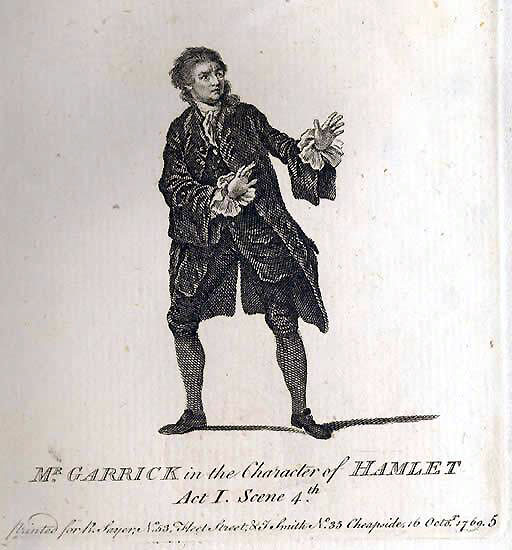
David Garrick als Hamlet

Hamlet (frühneuenglisch The Tragicall Historie of Hamlet, Prince of Denmarke) ist ein Schauspiel von William Shakespeare. Der Stoff des Stückes geht auf eine mittelalterliche nordische Erzählung zurück: Claudius, der Bruder von König Hamlet, ermordet den Herrscher, reißt die Krone an sich und heiratet Gertrude, die Witwe des Königs. Prinz Hamlet strebt nun danach, seinen gleichnamigen Vater zu rächen, und stürzt dabei alle Beteiligten ins Unglück. Der Text des Hamlet wurde in der heute vorliegenden Fassung spätestens zwischen Februar 1601 und Sommer 1602 von Shakespeare fertiggestellt und wahrscheinlich in diesen Jahren erstmals am Globe Theatre aufgeführt.
Hamlet erschien erstmals 1603 als Raubdruck und wurde 1604 in einer autorisierten Version in Druck gegeben. Eine frühe Variante, der sogenannte Ur-Hamlet, könnte ab 1594 in London bekannt gewesen sein. Das Werk war schon bei seinem Erscheinen ein erfolgreiches Bühnenstück, denn der Stoff, der in Grundzügen durch verschiedene Überlieferungen bekannt war, genoss bereits vor Shakespeares Bearbeitung eine gewisse Popularität. Seine Beliebtheit zeigte sich bald an der kontinuierlichen und dichten Bühnenpräsenz, der großen Zahl von Druckausgaben, der frühen Übertragung ins Deutsche und einer Vielzahl von Bearbeitungen seit seinem Bestehen.
Stichworte aus Hamlets Monologen, wie Sein oder Nichtsein oder Der Rest ist Schweigen, sind zu Redewendungen in der Alltagssprache geworden. Die Geschichte des in ein tintenschwarzes Wams gekleideten und ein Buch mit sich tragenden dänischen Prinzen gilt als eines der bedeutendsten Werke Shakespeares. Der Dichter Alfred Tennyson (1809–1892) nannte es das „größte aller literarischen Werke“.

## Übersicht

### Handlungsstränge
Die Geschichte von Hamlet besteht aus den drei stichwortartig zu benennenden Erzählsträngen „Prinz Hamlets Rache“, „Prinz Fortinbras’ Krieg“ und „Hamlet und Ophelia“. Diese Erzählstränge werden in eine politische Situation eingefügt, bei der es um einen lange zurückliegenden Konflikt zwischen dem alten König Hamlet und dem „alten Norweg“ geht. Sie sind zudem Teil einer Konstellation aus mehreren Familien, nämlich der Familie König Hamlets sowie jener des Königs Fortinbras und der des Ratgebers Polonius. Hamlets Geschichte wird außerdem vor dem Hintergrund einer Reihe von Ereignissen erzählt, von denen der Zuschauer oder Leser eher beiläufig erfährt, nämlich Hamlets Studium in Wittenberg, der Beziehung zu seinen Freunden Horatio und den Schauspielern und zu seinen Schulkameraden Rosencrantz und Guildenstern. Zu den Ereignissen vor dem Beginn des Dramas zählen auch die Ermordung und Bestattung des Königs Hamlet, die Heirat von Gertrude und Claudius sowie die heimliche Liebschaft zwischen Hamlet und Ophelia.
Der Haupterzählstrang handelt von Prinz Hamlets Rache. Hamlet erfährt durch die Erscheinung von König Hamlets Geist, dass sein Vater von dessen Bruder Claudius ermordet wurde. Er sinnt zusammen mit seinem Vertrauten Horatio auf Rache. Er plant, den neuen König zu überführen, und bedient sich dazu einer öffentlichen Inszenierung des von ihm vermuteten Verbrechens. Hamlet zögert, Claudius beim Gebet zu töten. Nach Hamlets Mord an Polonius verbannt Claudius seinen Neffen in Begleitung von dessen Jugendfreunden Rosencrantz und Guildenstern nach England. Diese erhalten von Claudius ein Schreiben an den englischen König, in dem Claudius diesen ersucht, Hamlet zu enthaupten. Hamlet entdeckt dies, schreibt den Brief zu einem Todesurteil für Rosencrantz und Guildenstern um und kehrt nach einem Piratenangriff während der Überfahrt nach Dänemark zurück. Angestiftet von König Claudius liefert er sich ein von Claudius manipuliertes Duell mit Laertes, dem Bruder seiner Geliebten. Dabei kommen das Königspaar und die beiden Kontrahenten zu Tode.
Der Nebenerzählstrang um den Krieg des Prinzen Fortinbras gründet einmal in lange zurück liegenden Ereignissen und bezieht sich zum anderen auf einen aktuellen politischen Konflikt. Die politischen Spannungen zwischen Dänemark und Norwegen haben ihre Ursache in einem länger zurückliegenden Streit der beiden nunmehr verstorbenen ehemaligen Herrscher dieser Länder. Der alte Fortinbras, König von Norwegen, hatte den dänischen König zu einem Zweikampf herausgefordert und auf Sieg oder Niederlage ganze Ländereien verwettet. Als Hamlet den Fortinbras erschlagen hatte, war er so in den Besitz eines Teils des norwegischen Königreiches gekommen. Jetzt hat der Sohn des alten Fortinbras (Jung-Fortinbras oder Prinz Fortinbras) nach dem Tod von König Hamlet die Rückgabe der Länder von Claudius gefordert und gleichzeitig Söldner angeworben, um im Zweifelsfalle die nach seiner Meinung unrechtmäßig erworbenen Gebiete zurückzuerobern. Angesichts des drohenden militärischen Konflikts rüstet Claudius zum Krieg und strebt gleichzeitig eine diplomatische Lösung an. Seine Intervention beim Onkel von Prinz Fortinbras ist erfolgreich. Der „alte Norweg“ befiehlt dem Prinzen, seine Kriegsvorbereitungen zu stoppen. Dieser willigt nach Erhalt einer beträchtlichen Rente ein, die ausgehobenen Truppen zu einem Waffengang nach Polen zu führen, für den ihm Claudius freies Geleit durch dänisches Gebiet zusichert. Während seiner Reise nach England begegnet Hamlet den Truppen des Fortinbras, der durch Dänemark nach Polen zieht. Nach seinem Sieg trifft Fortinbras am Ende des Stückes auf dem Weg zurück in die Heimat in Helsingör ein, wo ihm nach dem Tod der Thronfolger die Krone Dänemarks kampflos zufällt.
Der zweite Nebenerzählstrang handelt von Hamlet und Ophelia als einem Liebespaar. Als Polonius seiner Tochter den Umgang mit Hamlet verbietet und Ophelia zum Ausspionieren Hamlets missbraucht, erzwingt dieser die Trennung von der Geliebten. Als Hamlet Polonius versehentlich tötet und von Claudius nach England verbannt wird, verzweifelt Ophelia und kommt (entweder durch Selbstmord oder durch einen Unfall) zu Tode.

### Hauptfiguren
Shakespeare erzählt die Geschichte einer Generation von fünf jungen Erwachsenen. Prinz Hamlet ist durch den Tod seines Vaters eine Halbwaise, seine Mutter, Königin Gertrude, hat ihren Schwager Claudius geheiratet. Prinz Fortinbras von Norwegen ist durch den Tod seines Vaters, des alten Fortinbras, ebenfalls eine Halbwaise. Über das Schicksal der Mutter ist nichts bekannt. Laertes und Ophelia scheinen auch Halbwaisen zu sein. Sie sind die Kinder des königlichen Ratgebers Polonius. Über das Schicksal ihrer Mutter ist ebenfalls nichts bekannt. Horatio ist Hamlets Freund und Studienkollege aus Wittenberg. Zur Familienkonstellation gehören noch die beiden Onkel der Prinzen: Claudius, der Onkel von Prinz Hamlet, und der alte Norweg, der Onkel von Prinz Fortinbras. Die Familienkonstellationen der Königskinder sind symmetrisch. Die überlebenden Personen sind Horatio und Fortinbras, sowohl die dänische Herrscherfamilie als auch deren Ratgeberfamilie werden vollständig vernichtet.

### Ereignisse unmittelbar vor dem Beginn der Geschichte
Der Geist von König Hamlet schmachtet im Fegefeuer, denn der Tod ereilte ihn im Schlaf, ohne vorherige Vergebung seiner Sünden. Die Ursache war keineswegs, wie alle glauben, ein Schlangenbiss, sondern ein hinterhältiger Mord, begangen von seinem Bruder Claudius. Dieser hat den König getötet, ohne eine Spur zu hinterlassen, indem er ihm ein verfluchtes Gift (Hebenon) ins Ohr geträufelt hat. Durch diese schändliche Tat ist der König „um Leben, Krone, Frau zugleich gebracht“ worden und fordert daher von seinem Sohn Rache. Prinz Hamlet und Horatio studieren gemeinsam in Wittenberg. Nach dem Tod des Königs kehrt Hamlet nach Helsingör zurück und wird von Claudius und Gertrude überredet, sein Studium nicht wieder aufzunehmen.

## Handlung

### Akt I
[Szene 1] Der Geist des jüngst verstorbenen Königs Hamlet erscheint nachts den Wachen von Schloss Kronborg in Helsingör.
[Szene 2] Am Hof feiert der neue König Claudius seine Vermählung mit Gertrude, der Witwe des alten Königs. Claudius schickt die beiden Gesandten Voltemand und Cornelius mit einer diplomatischen Note nach Norwegen, verabschiedet Laertes, den Sohn des königlichen Ratgebers Polonius, nach Frankreich und bittet Prinz Hamlet, nicht zu seinem durch die jüngsten Ereignisse unterbrochenen Studium nach Wittenberg zurückzukehren. Nach der Feier gesteht sich Hamlet in einem Monolog seine Verzweiflung ein und kommentiert das Verhalten seiner Mutter mit Verachtung.
[Szene 3] Vor seiner Abreise warnt Laertes seine jüngere Schwester Ophelia vor ihrer Liebschaft mit Hamlet. Als Polonius davon erfährt, untersagt er seiner Tochter den Kontakt mit Hamlet.
[Szene 4] Nachdem Hamlet von seinem Studienfreund Horatio über die Erscheinung informiert worden ist, begleitet er seine Freunde bei der mitternächtlichen Wache und begegnet dem Geist seines Vaters.
[Szene 5] Im Gespräch mit diesem erfährt er von dem Mord an dem alten König durch dessen Bruder Claudius. Der Geist fordert Hamlet zur Rache auf. Hamlet und seine Freunde schwören Verschwiegenheit über das Erlebte und Hamlet beschließt, ein wunderliches Wesen anzunehmen, um so seine Rachepläne zu verbergen.

### Akt II
[Szene 1] Polonius misstraut seinem Sohn und schickt daher seinen Diener Reynaldo los, um Laertes in Frankreich auszuspionieren. Ophelia berichtet ihm aufgewühlt von der Veränderung des Prinzen. Polonius vermutet das abweisende Verhalten Ophelias als Ursache von Hamlets Wahnsinn und beschließt, den König davon zu unterrichten.
[Szene 2] Claudius ist über Hamlets Verwandlung beunruhigt und beauftragt dessen Jugendfreunde Rosencrantz und Guildenstern damit, die Ursache herauszufinden. Währenddessen kehren die Gesandten aus Norwegen zurück und verkünden die Nachricht von ihren erfolgreichen diplomatischen Bemühungen. Polonius schließt sich dem Plan an, Hamlet auszuspionieren, und schlägt vor, ein Treffen zwischen seiner Tochter und dem Prinzen zu arrangieren. Gleich in der ersten Begegnung zwischen Hamlet und seinen Schulfreunden Rosencrantz und Guildenstern gestehen diese ihren vom König erhaltenen Auftrag ein. Polonius kündigt Hamlet die Ankunft der Schauspieler an, Hamlet begrüßt diese überschwänglich und vereinbart mit ihnen die Aufführung des Stückes „Die Ermordung des Gonzago“ vor dem König in der Absicht, Claudius seine mörderische Tat vor Augen zu führen.

### Akt III
[Szene 1] Rosencrantz und Guildenstern berichten dem König von ihren vergeblichen Bemühungen, die Ursache für Hamlets Verwandlung herauszufinden, und Polonius überbringt dessen Einladung zur Aufführung des geplanten Theaterstückes. Polonius ergreift die Initiative, er bedient sich seiner Tochter Ophelia mit deren Einverständnis als Lockvogel und verbirgt sich zusammen mit Claudius, um das Paar zu belauschen. Bei dieser Begegnung mit Ophelia, die mit dem „To be or not to be-Monolog“ eingeleitet wird, will Hamlet die Trennung von der Geliebten erzwingen und kränkt sie dazu maßlos. Claudius durchschaut die Sache und beschließt, Hamlet als offiziellen Abgesandten Dänemarks nach England zu schicken, um ausgebliebenen Tribut einzufordern und in der Hoffnung, dass die Reise den Neffen auf andere Gedanken bringt. Polonius schlägt zudem eine weitere Belauschungsaktion vor, bei der Hamlets Mutter als unfreiwillige Agentin dienen soll.
[Szene 2] Inzwischen beginnen die Vorbereitungen für das Theaterstück, Hamlet instruiert die Schauspieler und vereinbart mit Horatio, den König bei der Vorstellung genau zu beobachten. Dann versammelt sich der ganze Hof. Bei der Szene, in der der Mörder ähnlich wie Claudius seinem Opfer Gift ins Ohr träufelt, bricht der König verstört die Festlichkeit ab. Hamlet und Horatio sind nun von dessen Schuld überzeugt. Rosencrantz und Guildenstern überbringen Gertrudes Wunsch, Hamlet zu sehen, und als dieser nicht sofort folgt, drängt Polonius Hamlet dazu, jetzt sofort in die Audienzräume seiner Mutter zu kommen.
[Szene 3] Claudius hat begriffen, wie groß die Gefahr ist, die von Hamlet ausgeht. Er befiehlt deshalb Rosencrantz und Guildenstern, umgehend Vorbereitungen für ihre gemeinsame Abreise mit Hamlet nach England zu treffen. Während sich Polonius in Gertrudes Kabinett hinter einem Vorhang verbirgt, trifft Hamlet auf dem Weg zu seiner Mutter auf Claudius, der im Gebet um Vergebung für seine Sünden bittet. Aber Hamlet widersteht der Gelegenheit, Claudius zu töten.
[Szene 4] In ihren Privaträumen stellt Gertrude ihren Sohn im Auftrag von Polonius zur Rede und bedroht ihn, als er nicht sofort gehorsam ist. Daraufhin eskaliert die Situation, und als Gertrude glaubt, Hamlet wolle sie ermorden, ruft sie um Hilfe. Erschrocken ruft Polonius hinter dem Teppich nach Hilfe und wird von Hamlet, der ihn für den König hält, mit einem Dolchstoß durch den Teppich umgebracht. Aus dem von Polonius und Gertrude geplanten Verhör Hamlets macht dieser in der Folge eine heftige Anklage gegen seine Mutter. Als er seine Vorwürfe gegen sie immer mehr verschärft, erscheint der Geist, fordert Hamlet zur Mäßigung auf und erneuert seine Forderung nach Rache. Da er nur für Hamlet wahrnehmbar ist, hält Gertrude dies für einen Ausdruck von Hamlets Wahnsinn. Hamlet gelingt es, Gertrude zu überzeugen und sich mit seiner Mutter zu versöhnen. Sie verspricht, Verschwiegenheit über den Inhalt ihres Gespräches zu bewahren.

### Akt IV
[Szene 1] Claudius begreift, dass die versehentliche Tötung von Polonius ihm galt, und schickt deshalb Rosencrantz und Guildenstern los, um Hamlet festzunehmen.
[Szene 2] Während die Höflinge Hamlet suchen, versteckt dieser die Leiche von Polonius und lässt sich widerstandslos zum König bringen.
[Szene 3] Claudius verhört Hamlet und schickt ihn unvermittelt zusammen mit Rosencrantz und Guildenstern nach England. Diesen gibt er einen Brief mit, der den König von England ersucht, Hamlet unmittelbar bei der Ankunft hinzurichten.
[Szene 4] In einer Zwischenszene begegnet Hamlet auf der Reise nach England den Truppen des norwegischen Prinzen Fortinbras, der gemäß der diplomatischen Vereinbarung mit Claudius durch Dänemark marschiert, um einen Krieg mit Polen auszutragen. Die Begegnung stärkt Hamlets Entschlossenheit, Rache zu üben.
[Szene 5] Nach Polonius’ Tod und Hamlets Abreise verfällt Ophelia dem Wahnsinn. Laertes kehrt nach Dänemark zurück, stürmt mit Unterstützung des Volkes, das ihn zum König ausrufen will, das Schloss und bedroht Claudius, den er für den Tod seines Vaters verantwortlich macht.
[Szene 6] Bei seiner Schiffsreise nach England ist Hamlet Piraten begegnet und ist umgekehrt. Seine Gefährten sind alleine unterwegs nach England. Er schickt eine Nachricht an Horatio, der ihm entgegen reist.
[Szene 7] Claudius erfährt, dass Hamlet auf der Rückreise nach Dänemark ist, und überredet Laertes dazu, sich bei Hamlets Rückkehr mit diesem unter dem Vorwand einer sportlichen Wette zu duellieren und dabei heimlich eine scharfe und vergiftete Waffe zu benutzen. Die Königin überbringt Laertes die Nachricht vom Tod Ophelias, die in einem Bach ertrunken ist.

### Akt V
[Szene 1] Ein Landarbeiter und sein Gehilfe bereiten das Grab für Ophelias Bestattung. Dabei unterhalten sie sich über deren Todesumstände. Hamlet und Horatio treffen ein und verstecken sich beim Herannahen der Trauergemeinde. Als er erkennt, dass die Vorbereitungen dem Begräbnis von Ophelia dienen, gibt Hamlet sich verzweifelt zu erkennen und gerät in einen wilden Streit mit Laertes. Claudius überredet beide zu dem von ihm geplanten sportlichen Wettkampf.
[Szene 2] Vor dem Duell berichtet Hamlet seinem Gefährten vom Schicksal seiner Jugendfreunde, die aufgrund des von ihm verfälschten königlichen Schreibens in England an seiner statt hingerichtet wurden. Der Höfling Osric teilt Hamlet den Inhalt von Claudius’ Wette und die Bedingungen des Duells mit. Bei einem Fest im Thronsaal duellieren sich Laertes und Hamlet vor den Augen des Königspaars. Für den Fall, dass Laertes unterliegt, hat Claudius einen vergifteten Siegestrunk für Hamlet vorbereitet. Als Gertrude unvorhergesehenerweise von diesem Wein trinkt, wird Claudius das drohende Scheitern aller seiner Pläne bewusst. Laertes trifft Hamlet mit der präparierten Waffe, im Handgemenge vertauschen sie die Rapiere und Hamlet verwundet seinerseits Laertes. Als Gertrude vergiftet stürzt, offenbart der sterbende Laertes Hamlet die Absichten des Königs. In äußerster Wut zwingt Hamlet den König, den vergifteten Kelch zu leeren. Während Claudius stirbt, versöhnen sich Hamlet und Laertes. Unterdessen nahen die Truppen des Fortinbras in Begleitung englischer Gesandter. Sterbend bestimmt Hamlet seinen Gefährten Horatio zum Sachwalter seines Andenkens und gibt seine Stimme Fortinbras als seinem Nachfolger. Der norwegische Prinz ordnet für Hamlet ein Begräbnis mit militärischen Ehren an.

## Literarische Vorlagen und kulturelle Bezüge
Zur Quellenlage des Hamlet gibt es eine Vielzahl von Studien. Die meisten Autoren diskutieren dabei drei verschiedene Formen von Einflüssen auf den Text: Die Grundzüge der Geschichte stammen aus antiken und mittelalterlichen Erzählungen, insbesondere der Amlethus-Erzählung des Saxo Grammaticus; einzelne Elemente stammen vielleicht aus zeitgenössischen Theaterstücken und bestimmte Motive scheinen philosophischer Literatur entnommen zu sein. In vielen Fällen gibt es keine Sicherheit in der Frage, ob es sich tatsächlich um eine Quelle in dem Sinne handelt, dass diese Shakespeare bekannt war und er sie bewusst verwendet hat, oder ob zufällige Übereinstimmungen zwischen verschiedenen Werken bestehen.

## Datierung
In der jüngsten kritischen Edition des Hamlet, der Arden³-Ausgabe, werden von den Autoren alle zur Verfügung stehenden Daten zur Abfassungszeit des Hamlet kritisch bewertet. Dabei werden zunächst die Aussagen der bedeutendsten jüngeren Editionen zusammengefasst. Honigmann und Jenkins grenzen die Datierungszeit zwischen das Erscheinungsdatum von Julius Cesar und Antonios Revenge um die Jahreswende 1599/1600 und den Tod des Earl of Essex Ende Februar 1601 ein. Edwards und Hibbard bevorzugen ebenfalls die Erscheinungszeit des Julius Cesar um 1600 und das Jahr 1601 in Bezug auf den internen Hinweis auf das „Childrens Chapter“ als spätesten Zeitpunkt. Demgegenüber führt die kritische Reflexion aller Hinweise Thompson und Taylor in der dritten Arden-Ausgabe dahin, den Abschluss der Arbeit am Hamlet auf die Zeit zwischen der Hinrichtung des Earl of Essex im Februar 1601, dem Eintrag im Stationers’ Register im Juli 1602 und dem Druck der ersten publizierten Fassung (Q1) des Werkes im Jahr 1603 anzunehmen. Zu der Frage nach dem Beginn der Abfassung beschränken sich die Autoren auf Vermutungen und stimmen einigen anderen Gelehrten (Harold Bloom, Peter Alexander) zu, dass Shakespeare möglicherweise längere Zeit am Hamlet gearbeitet hat.

## Textgeschichte
Von Shakespeares Hamlet gibt es drei relevante Textzeugen: zwei frühe Quartos, nämlich die kurze Fassung Quarto 1 (Q1) aus dem Jahre 1603 und die deutlich längere Version Quarto 2 (Q2) von 1604/05, sowie als dritten Textzeugen die Folioversion (F1) aus dem Jahre 1623 in der ersten Ausgabe der gesammelten Werke Shakespeares („Shakespeares Folio“).

## Übersetzungen

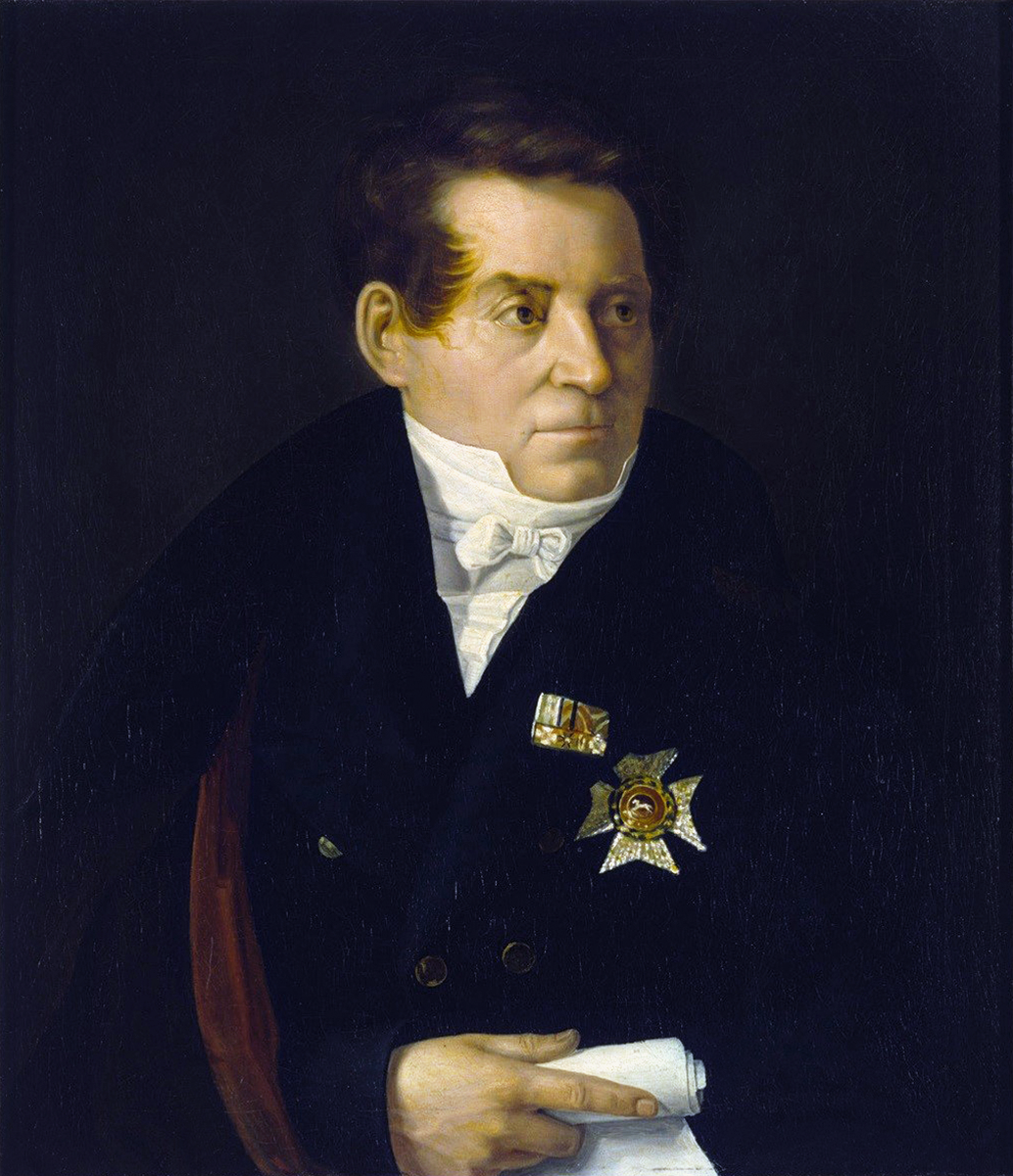
August Wilhelm Schlegel, Gemälde von Adolf Hohneck, Buchmuseum der Sächsischen Landesbibliothek

### Übersetzungen ins Deutsche
Hamlet wurde schon früh in Deutschland rezipiert (vgl. die Aufführung des Stücks Der bestrafte Brudermord oder Prinz Hamlet aus Dännemarck, Dresden 1624). Aber erst mit der Übersetzung der Werke Shakespeares durch Christoph Martin Wieland 1762–1766 begann der Siegeszug des englischen Nationaldichters zum „dritten deutschen Klassiker“. Die Shakespeare-Kritik des 18. Jahrhunderts war eine wichtige Voraussetzung dafür, die Werke Shakespeares frei von Konventionen zu übertragen. Charakteristisch dafür war die Haltung von Alexander Pope. Dieser gab Shakespeares Werke im Jahre 1725 heraus. Im Vorwort seiner Ausgabe verglich er die Dramen mit mittelalterlichen Bauwerken „[…] to an ancient majestick piece of Gothick Architecture“ und lobte ihren Autor gerade wegen seiner Fehler „great defects“ als ein Naturgenie. Er ging dabei mit dem Text sehr freizügig um, stellte bestimmte Abschnitte „shining passages“ durch Sternchen (*) heraus und verbannte nach seiner Meinung hässliche Teile in die Fußnoten. Popes Kritik hat für die Shakespeare-Rezeption in Deutschland große Bedeutung. Wieland verschaffte Popes Urteil über Shakespeare als einem „schönen Ungeheuer“ Geltung. Gerade der „rohe und incorrecte“ Ausdruck und ein Werk, das „alle Schönheiten und Mängel der wilden Natur“ zeige, befestigte die Vorstellung von einem Dichter, zu dessen Wesen Wildheit, Kunstfehler, Seltsamkeiten und Regellosigkeit gehören.
Zwischen 1775 und 1782 vollendete Eschenburg die Ausgabe Wielands, der nur etwa die Hälfte der Dramen übertragen hatte. Er nutzte dabei die Gelegenheit, zahlreiche Fehler Wielands anhand der Quellen auszubessern, und erreichte eine hohe Qualität, allerdings auf Kosten einer schon bald als „dürr und blutleer“ empfundenen Sprache.
Bereits 1797 begann August Wilhelm Schlegel mit der Arbeit an einer neuen Shakespeare-Ausgabe. Bis 1810 übersetzte er ungefähr die Hälfte der Stücke, und Ludwig Tieck vollendete mit Wolf Graf Baudissin und Dorothea Tieck die Aufgabe, sodass bis 1833 alle Shakespeare-Dramen in einer neuen Übersetzung vorlagen. Schlegels Fassung ist eine Versübersetzung, im Gegensatz zu der von Wieland und Eschenburg, die Shakespeare um der Werktreue willen in Prosa wiedergibt. Man kann ohne Übertreibung sagen, dass der „Schlegel-Tiecksche Shakespeare“ derjenige ist, den deutsche Leser heute noch im Ohr haben:
 Original:

 Wieland:

 Eschenburg:

 Schlegel:
 The rest is silence.

 Es ist vorbey.

 Das Übrige ist Stillschweigen.

 Der Rest ist Schweigen.

### Übersetzungen in europäische Sprachen
Die erste französische Druckausgabe des Hamlet wurde von Pierre-Antoine de La Place 1745 besorgt. Die erste französische Gesamtausgabe stammt von Pierre Le Tourneur (1776 bis 1783). Alexander Petrowitsch Sumarokow verfasste 1748 eine russische Adaption des Hamlet und die erste spanische Übersetzung des Hamlet gab Ramón de la Cruz im Jahre 1772 heraus. 1786 übersetzte Ambrosius Justus Zubli den Hamlet ins Niederländische. Er benutzte dazu ebenso wie Ramón de la Cruz die französische Hamletversion von Jean-François Ducis aus dem Jahre 1769. Eine polnische Übersetzung der deutschen Ausgabe von Friedrich Ludwig Schröder aus dem Jahre 1776 wurde von Wojciech Bogusławski im Jahr 1797 veröffentlicht. Die erste italienische Ausgabe stammt aus dem Jahr 1831 in einer Gesamtausgabe der Werke von Carlo Rusconi. Im Jahre 1835 wurde Hamlet zum ersten Mal in Brasilien in einer Übersetzung von Oliveira Silva in portugiesischer Sprache aufgeführt. Pavol Dobšinský übersetzte den Hamlet 1850 in die slowakische Sprache und in der Zeit 1847 bis 1851 fertigte Carl August Hagberg eine schwedische Gesamtausgabe der Werke Shakespeares an. In einer Einzelausgabe war der Hamlet 1819 von  Per Adolf Granberg und 1820 von Olof Bjurbäck übersetzt worden. 1866 übersetzte János Arany den Hamlet ins Ungarische und Waleri Petrow übersetzte 1973–1974 Shakespeares Tragödien ins Bulgarische.

### Übersetzungen in außereuropäische Sprachen
1902 erfolgte die erste von Tanyus Abduh besorgte Übertragung des Hamlet ins Arabische. Tsubouchi Shōyō begann seine Übersetzung der gesamten Werke Shakespeares ins Japanische im Jahre 1909 mit der Arbeit am Hamlet. Die erste vollständige Übersetzung eines Werkes von Shakespeare in die moderne chinesische Standardsprache Baihua stammt von dem chinesischen Schriftsteller Tian Han, der 1922 im Verlag „China Publishing House“ den kompletten Text des Hamlet in seiner dramatischen Form veröffentlichte.

## Gattung und werkgeschichtlicher Zusammenhang

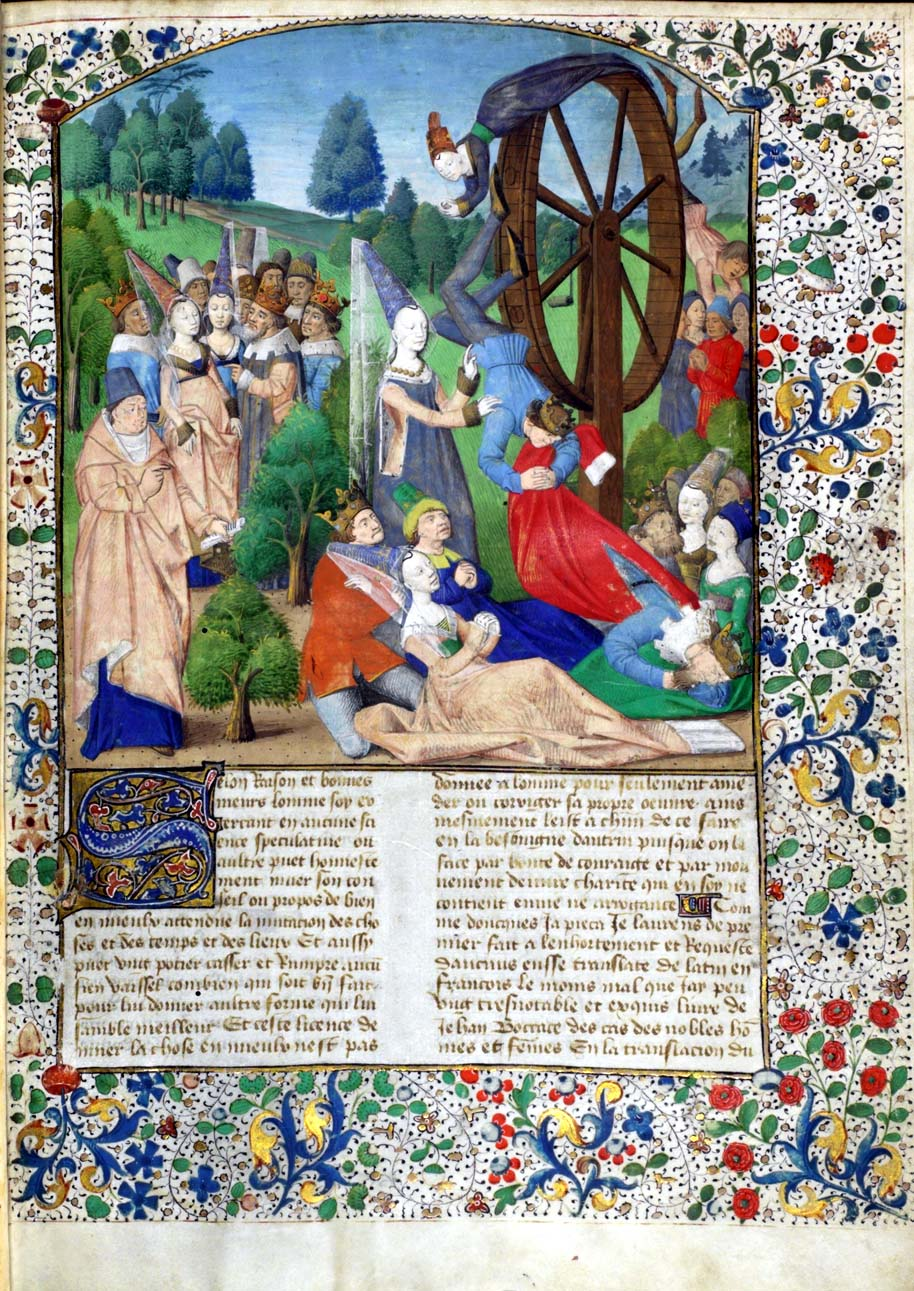
Das Rad der Fortuna in einer Ausgabe von Boccaccios De casibus virorum illustrium, 1467

Schon in der First Folio von 1623 werden von den Herausgebern die Shakespeare’schen Stücke in drei Gruppen unterteilt: „Comedies, Histories & Tragedies“. Der Hamlet wird gemäß modernen Unterteilungen der Werke Shakespeares zusammen mit Lear, Othello und Macbeth zu den sogenannten „Great Tragedies“ gezählt.

### Die Tragödienkonzeption der Shakespearezeit
In der elisabethanischen Zeit wird die Tragödie in der Regel mit dem Thema des „Fall of Princes“ verknüpft. Dies geht auf die klassische Definition bei Chaucer in den The Monk’s Tale zurück:
 Tragedie is to seyn a certeyn storie,

 As olde bookes maken us memorie,

 Of hym that stood in greet prosperitee,

 And is yfallen out of heigh degree

 into myserie, and endeth wrecchedly.
 Tragödie heißt eine bestimmte Geschichte,

 wie sie uns alte Bücher überliefern,

 von einem, der in großem Wohlstand lebte

 und der gefallen ist aus hohem Rang

 ins Unglück, und ein schlimmes Ende nahm.
Als Prototypen solcher Ereignisse werden die Lebensgeschichten von Adam, Luzifer, Samson oder Julius Caesar gesehen. Ursache ihres Sturzes ist das Wirken der Göttin Fortuna. Ihr Werkzeug ist das Rad – Rota Fortunae, das die einen hinaufträgt und die anderen stürzt:
 Fortunae rota volvitur descendo minoratus;

 alter in altum tollitur nimis exaltatus.

 Rex sedet in vertice – caveat ruinam!

 Nam sub axe legimus Hekubam reginam.
 Fortunas Rad, es dreht sich um, ich sinke, werde weniger,

 Den anderen trägt es hinauf, gar zu hoch erhoben.

 Sitzt der König auf dem Grat – er hüte sich vor dem Falle!

 Denn unter dem Rade lesen wir: Königin Hecuba.
Wiewohl das Wirken der Fortuna in manchen Fällen (Beispiel wären Caesar oder Alexander der Große) als rein willkürlich betrachtet werden kann, setzt sich im Tragödienverständnis der Renaissance die Vorstellung durch, dass Fortuna die Schuld rächt. Beispiele hierfür finden sich in Giovanni Boccaccios Werk De casibus virorum illustrium, in John Lydgates Fall of Princes und in der als Folgewerk Lydgards gedachten Kompilation The Mirror for Magistrates. Shakespeare benutzt in seinen Tragödien das ganze Spektrum schuldhaften Verstricktseins der Protagonisten. Sie können frei von Schuld sein, wie Romeo und Julia oder Desdemona, oder Opfer ihrer Verbrechen werden, wie Macbeth. Durch die englische Übersetzung der Tragödien des Seneca werden die elisabethanischen Autoren mit der dichterischen Verarbeitung von Verbrechen wie Inzest oder Kindesmord vertraut. Die erste englische Tragödie The Tragedie of Gorboduc von Thomas Norton und Thomas Sackville war ebenso von Seneca beeinflusst wie Thomas Kyds Die Spanische Tragödie und Shakespeares Hamlet.

### Hamlet im Kontext von Shakespeares „Great Tragedies“
Vergleicht man die großen Tragödien mit dem Hamlet, finden sich deutliche Unterschiede. Macbeth gilt als ein Weltbilddrama und klassischer Vertreter der „De-casibus“-Tragödie mit den Elementen von „Sturz – Aufstieg – Sturz“ und einer Wiederherstellung der Ordnung am Ende. Dem gegenüber handelt es sich bei Othello um eine sogenannte „domestic tragedy“, dessen Held kein Herrscher, sondern ein Mensch mittleren Standes ist und mit dessen Schicksal keine Bedrohung der politischen Ordnung verbunden ist. King Lear gilt durch seine besondere Struktur eines Doppeldramas als ungewöhnlich kompliziertes und vieldiskutiertes Werk. In dieser Reihe wird Hamlet häufig als typische Rachetragödie angesehen. Wendet man die Kriterien für eine Tragödie auf den Hamlet an, lassen sich viele Gattungselemente identifizieren (das unglückliche Schicksal eines Thronfolgers, der Tod Unschuldiger, der Fall eines Ursupators, die Bedrohung und Wiederherstellung staatlicher Ordnung).

### Hamlet als Rachetragödie
Die Charakterisierung des Hamlet als Rachetragödie ist demgegenüber immer wieder kontrovers diskutiert worden. Dafür werden zahlreiche Gründe geltend gemacht: in seinen Monologen beschäftigt sich Hamlet nicht mit Racheplänen, sondern mit dem Inzest seiner Mutter, er verurteilt sich selbst, denkt über Suizid nach oder vergleicht sich mit Fortinbras; Hamlet bereitet nirgendwo einen konkreten Mordplan vor, was im Gegensatz zu der Entschiedenheit steht, mit der Claudius und Laertes die Ermordung von Hamlet vorbereiten und durchführen; im Gegensatz zu Hieronimo benutzt Hamlet das Stück im Stück nicht dazu, um Claudius zu töten, sondern um Gewissheit über dessen Schuld zu erlangen.

## Kritik und Interpretation
“I am convinced that were I told that my closest friend was laying at the point of death, and that his life could be saved by permitting him to divulge his theory of Hamlet, I would instantly say: ‚Let him die! Let him die! Let him die!‘”

„Ich bin mir sicher: Würde mir gesagt, dass mein engster Freund im Sterben läge und dass sein Leben gerettet werden kann, indem ihm erlaubt wird, seine Hamlet-Theorie darzulegen, würde ich sofort sagen ‚Lasst ihn sterben! Lasst ihn sterben! Lasst ihn sterben!‘“

Shakespeares Hamlet gehört zu den in der Literatur- und Theaterwissenschaft am häufigsten untersuchten Texten. Zurzeit erscheinen beinahe 400 wissenschaftliche Publikationen jährlich, die sich mit dem Stück befassen. Jede Darstellung der Hamlet-Kritik kann daher nur bruchstückhaft sein und muss sich notwendig auf die in der Sekundärliteratur bezeugte bedeutendste Kritik konzentrieren.

### Geschichte der Werkkritik

#### England

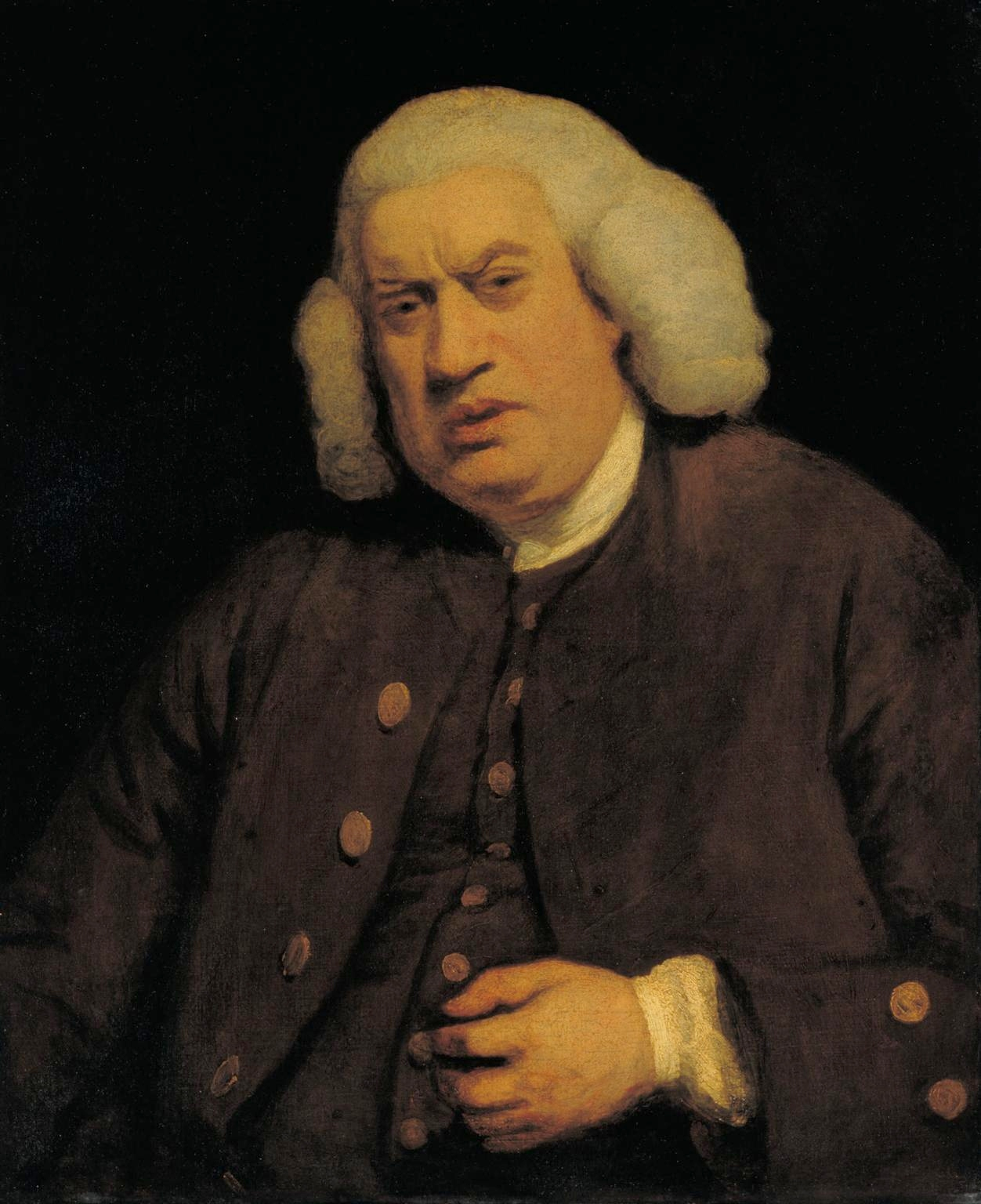
Samuel Johnson, Gemälde von Sir Joshua Reynolds (um 1772)

Die frühesten Kritiken des Hamlet stammen aus dem 17. Jahrhundert. John Evelyn schrieb 1661 über „das alte Stück, das die kultivierte Gegenwart anwidert“, demgegenüber erklärte George Farquhar im Jahre 1702, Hamlet sei sehr populär (“had long been the Darling of the English Audience […]” – „war lange der Liebling des englischen Publikums“), und wenige Jahre später (1710) fasste der Earl of Shaftsbury, Antony Ashley Cooper, seine Eindrücke in der Überzeugung zusammen, das Stück bestehe fast nur aus den tiefen Gedanken der Hauptfigur. Samuel Johnson kritisierte an dem Stück handwerkliche Mängel, er beanstandete Hamlets „sinnlose und willkürliche Grausamkeit“ gegenüber Ophelia und fand es erschreckend zu lesen, Hamlet habe gezögert, Claudius beim Gebet zu töten, weil dessen Seele dann in den Himmel kommen könnte. Samuel Taylor Coleridge prägte das Bild von Hamlet als einem räsonierenden zögernden Menschen. Hamlets Charakter sei “the prevalence of the abstracting and generalizing habit over the practical […] every incident sets him thinking” („ein Ausdruck der Vorherrschaft von Abstraktion über das Praktische … jede Gelegenheit versetzt ihn in Gedanken“). Hamlet wisse genau, was zu tun sei, verspreche stets, zu handeln, sei aber durch Nachdenken dauernd daran gehindert. Seine Leidenschaft gelte dem Unendlichen: “Hence, great, enormous, intellectual activity, and a consequent proportionate Aversion to real Action”. („Eine überwältigende intellektuelle Fähigkeit und eine genauso große Abneigung gegen das Handeln“.) William Hazlitt schließlich fand 1817 die Formel: “It is we who are Hamlet” („Wir sind Hamlet“).

#### Deutschland
Im Jahre 1808 hielt Schlegel in Wien seine Vorlesungen über „Dramatische Kunst und Literatur“. Er vertrat darin die Ansicht, dass die Dichter der frühen Neuzeit die Vorbilder der modernen seien. Schlegel unterstellt, Hamlet habe keinen Glauben, weder an sich selbst noch an irgendetwas anderes. Er nannte das Stück ein „Gedankentrauerspiel“ und erläuterte dazu, Hamlets Gedanken seien keine die Handlung behindernde Kontemplation, wie bei Coleridge, sie seien Ausdruck eines tiefen Skeptizismus, der Prinz kein Träumer, sondern ein Zweifler.
Die Übertragung der shakespeareschen Werke in Verse durch Schlegel stieß auf prominenten Widerstand. Goethe trat vehement dafür ein, die „wilde Natürlichkeit der Wielandschen Version“ zu erhalten. Und er bestand in Übereinstimmung mit Hazlitt darauf, dass den Leseversionen der shakespeareschen Stücke der Vorzug vor einer Aufführung auf einer Bretterbühne zu geben sei: „Durchs lebendige Wort wirkt Shakespeare, und dies läßt sich beim Vorlesen am besten überliefern; der Hörer wird nicht zerstreut, weder durch schickliche noch unschickliche Darstellung“. Ganz ähnlich heißt es bei Hazlitt: „We do not like to see our author’s plays acted, and least of all ‘Hamlet’. There is no play that suffers so much in being transferred to the stage. Hamlet himself seems hardly capable of being acted.“ In diesem Sinne ist Goethes Charakterisierung des Hamlet zu verstehen: „[…] eine große Tat auf eine Seele gelegt, die der Tat nicht gewachsen ist“. Edwards weist darauf hin, dass Goethe damit keineswegs die Annahme teilt, Hamlet habe nicht genug unternommen, um sich gegen sein Schicksal aufzulehnen, oder seine Schwäche bestünde in mangelndem Engagement. Die Unterstellung, Goethe habe einen Pelagianismus vertreten, der eine solche Position erzwingt, sei falsch. Tatsächlich habe Goethe die Vorstellung abgelehnt, dass es „die stolze Aufgabe des Menschen sei, große Ziele zu erreichen“, und nichts könne ihn daran hindern. Vielmehr lehre der Hamlet, so Goethe, dass ein „unbegreifliches Schicksal Gute wie Böse stürzt und ein Geschlecht niederwirft, wenn gerade das nächste aufsteht“. Somit sei Hamlets Schwäche nur ein Ausdruck der grundsätzlichen Ohnmacht des Menschen.
Der Philosoph und ehemalige Rektor der Universität Halle Hermann Ulrici fasste in seiner Untersuchung der Werke Shakespeares aus dem Jahre 1839 zum ersten Mal die Frage der Moralität der Rache im Falle Hamlets ins Auge. Er kritisiert die Interpretation Goethes und erklärt: „Göthe macht unbewußt einen mittelalterlichen Werther aus ihm: wie im Werther, so soll hier die subjektive Schwäche im Kampf stehen mit den objektiven Mächten unglücklicher, dem Charakter des Helden widerstrebender Verhältnisse; im Werther eine übergroße Fülle des Gefühls, hier die Last einer übergroßen That auf ein Gefäß gelegt, das darunter zerbricht; hier wie dort Melancholie und Schwermuth über den verderbten, unheilvollen Zustand der Welt“. Auch Schlegel wirft er vor, den Hamlet unkritisch zu aktualisieren: „Schlegel dagegen sieht in Hamlet einen Helden des 19ten Jahrhunderts, wo Absicht, Begierde und Leidenschaft hinter schönen Worten und äußerer Politur sich verbirgt, wo Willen und That in Theorienmachen und spekulirenden Denken untergeht, wo die Geschichte zum Geist der Geschichte geworden ist“. Er setzt dagegen sein eigenes Urteil und stellt fest: „Hamlet ist, wie ich glaube, von Natur ein künstlerischer oder wenn man will, philosophischer Geist“. Er könne sich zu der ihm auferlegten Tat nicht entscheiden, weil er sie „nicht zu einer inneren, freien Handlung zu machen weis“. Hamlet habe „moralische Bedenken“, dem Verlangen des Geistes nach Rache zu folgen, denn im „christlichen Sinne bleibt es immer eine Sünde, ihn (Claudius) ohne Urteil und Recht, aus freier Faust zu tödten“. Nicht Grübelei, „sondern sein Gewissen […] hemmt seine Thatkraft mit Fug und Recht“.
In Die Geburt der Tragödie aus dem Geiste der Musik wendet sich Nietzsche explizit gegen Coleridges Einschätzung, Hamlet sei ein Zögerer, dessen Fehler es sei, zu viel nachgedacht zu haben. Nietzsche sagt, der dionysische Mensch habe Ähnlichkeiten mit Hamlet, beide hätten einen wahren Blick in das Wesen der Dinge getan: „[…] sie haben erkannt, und es ekelt sie zu handeln; denn ihre Handlung kann nichts am ewigen Wesen der Dinge ändern, sie empfinden es als lächerlich oder schmachvoll, daß ihnen zugemutet wird, die Welt, die aus den Fugen ist, wieder einzurichten. Die Erkenntnis tötet das Handeln, zum Handeln gehört das Umschleiertsein durch die Illusion – das ist die Hamletlehre, nicht jene wohlfeile Weisheit von Hans dem Träumer, der aus zu viel Reflexion, gleichsam aus einem Überschuß von Möglichkeiten, nicht zum Handeln kommt […]“ Diese Sichtweise wird von Philip Edwards in seiner Interpretation des „Sein oder Nichtsein“-Monologs ausdrücklich geteilt.

### Interpretationen

#### Hamlets personale Identität
Die traditionellen Charakterbilder des Hamlet sind schon im Abschnitt Historische Kritik mit Bezug auf Goethes Vorstellung eines sensiblen Helden, Coleridges Modell der übertriebenen Innerlichkeit und AC Bradleys und Dover Wilsons Betonung der Melancholie Hamlets erwähnt worden. Im 20. Jahrhundert rückt in der Folge von Freuds Beschäftigung mit Hamlet eine psychoanalytische angeleitete Sichtweise in den Mittelpunkt der Beschäftigung mit dem Drama. Dabei hat Ernest Jones im Anschluss an Freud versucht, Hamlets Racheaufschub als Ausdruck des Ödipuskomplexes des Helden zu erklären. Hamlet identifiziere sich unbewusst mit Claudius, der den ödipalen Vatermord und Inzest realisiere, der beim Helden selbst verdrängt sei. Andere Autoren haben die Vater-Sohn-Beziehung in dem Stück zugunsten der Mutter-Sohn-Beziehung relativiert; Theodore Lidz wendet sich kritisch gegen Freuds an Ödipus orientierte Deutung und sieht den Muttermörder Orestes als mythischen Bezug, dessen schuldbeladener Impuls (matricidal impulse) Hamlets Verhalten und Melancholie begründe. Jacques Lacan weist auf die symbolische Bedeutung des Geistes von Hamlets Vater hin. Eine Reihe von Autoren hat auf die Umdeutung der Amlethus-Erzählung durch Shakespeare als Ursache für die Vieldeutigkeit (Ambiguität im Sinne von William Empson) hingewiesen. Vereinzelt wurde diese Überlegung so weit radikalisiert, dass man annahm, sie sei die Ursache einer „vollständigen Beliebigkeit im Rezeptionsvorgang“. Empson selbst schließlich legt der Bühnenfigur das Eingeständnis der Ratlosigkeit des Lesers/Zuschauers in den Mund: „The motivation of this play is just as blank to me as it is to you“. (Die Bedeutung des Stückes ist mir genauso rätselhaft wie Ihnen.) Einzelne Autoren haben anhand der Sprache die Wandlung von Hamlets Charakter im Verlauf des Stückes untersucht. Zu Beginn des Dramas beschreibt er sich als authentische Person. Nach der Begegnung mit dem Geist seines Vaters erscheint er zunächst als verändert und dann als gebrochener Mensch. Später scheint er seinen gespielten Wahnsinn nicht mehr von einem wirklichen unterscheiden zu können und nimmt ihn als wesensfremd wahr. In der sogenannten „Closet Scene“ im Gemach seiner Mutter (III.4) kommt es zur Versöhnung zwischen den beiden und damit offenbar zu einer Überwindung von Hamlets Krise. Im fünften Akt gibt er dann seinen gespielten Wahnsinn auf. Bemerkenswert ist, dass Hamlet fast alle Monologe vor dieser Szene spricht. Dies wird vereinzelt so interpretiert, dass Hamlets Monologe Ausdruck seiner Identitätskrise seien. In seinen Monologen bedient sich Hamlet eines eigenen Stils, Ironie und Späße fehlen. Beim Vergleich der Struktur des Dramas mit der Sprache der Bühnenfigur wird deutlich, dass sich die Widersprüche, Spannungen und der ständige Wechsel von Stimmungen des ganzen Stückes im sprachlichen Ausdruck Hamlets wiederfinden. Seine Monologe kann man nun als (imaginierten) Denkprozess verstehen und schlussfolgern, dass Hamlets Melancholie Folge seines Unvermögens ist, eine Welt, die aus den Fugen geraten ist, nicht mehr im Denken fassen zu können.

#### Politische Interpretationen
In der wissenschaftlichen Literatur werden die politischen Interpretationen unter anderem aus Bezügen zu anderen Werken und aus der Struktur der Bühnengesellschaft des Hamlet hergeleitet. Wie schon im Kapitel Datierung dargestellt, sind Anspielungen des Hamlet auf andere Werke der elisabethanischen Zeit vielfältig. Besonders bemerkenswert ist der intertextuelle Bezug zu Julius Caesar: Polonius gibt mit seiner Darstellung Cesars anlässlich einer studentischen Theateraufführung an und Hamlet quittiert dies mit einer ironischen Bemerkung. Diese Stelle markiert die Tatsache, dass Hamlet sich – ganz im Sinne einer De-casibus Tragödie – in der Verantwortung sieht, die Ordnung des Staates durch einen Königsmord wiederherzustellen. Durch die indirekte Identifikation mit Brutus entsteht eine Beziehung zur zeitgenössischen politischen Theorie der Monarchomachen. Bedeutsam für die politische Dimension des Dramas ist die Frage der Thronfolge. Dänemark wird als eine Wahlmonarchie vorgestellt. Hamlet hätte aber als Königssohn das erste Zugriffsrecht gehabt. Wenn es um die Frage der Bewertung von König Claudius geht, sind sich die meisten Autoren einig. Claudius kann zwar im Kontext einer Wahlmonarchie als legitimer Herrscher angesehen werden, als heimlicher Mörder seines Bruders ist er dennoch ein Thronräuber. Zwar schützt er das Land durch kluge Diplomatie erfolgreich vor einem neuen Krieg, verhält sich aber gegenüber Hamlet wie ein gewissenloser Tyrann und beschäftigt als gegenüber dem eigenen Volk misstrauischer Herrscher eine ausländische Söldnertruppe. Neben dem Titelhelden und König Claudius wurden mit Rosencrantz und Guildenstern zwei typische Höflinge als Repräsentanten der hierarchisch geordneten Bühnengesellschaft auf ihre politische Bedeutung im Drama hin untersucht. Hamlet verachtet ihre unterwürfige Haltung, indem er Claudius entwertet. Die Haltung der Höflinge wird in der Literatur als „blinde Kriecherei“ und die von Hamlet in diesem Zusammenhang als „republican in sentiment“ angesehen. Wie in vielen Dramen Shakespeares fehlen im Hamlet Vertreter der elisabethanischen Mittelschicht. Stattdessen werden mit den Totengräbern die Repräsentanten der unteren sozialen Schichten ausdrücklich gewürdigt. Diese Szene hat zu vielfältigen Interpretationen von marxistischen Shakespearekritikern und Vertretern des Kulturmaterialismus geführt. Hervorgehoben wurden der karnevaleske Charakter der Szene, die Zeitdiagnose und Rolle des Todes als Gleichmacher sowie der Status von Hamlet als Repräsentant des gesellschaftlichen Übergangs zum bürgerlichen Individuum.

#### Genderbezogene Interpretationsansätze

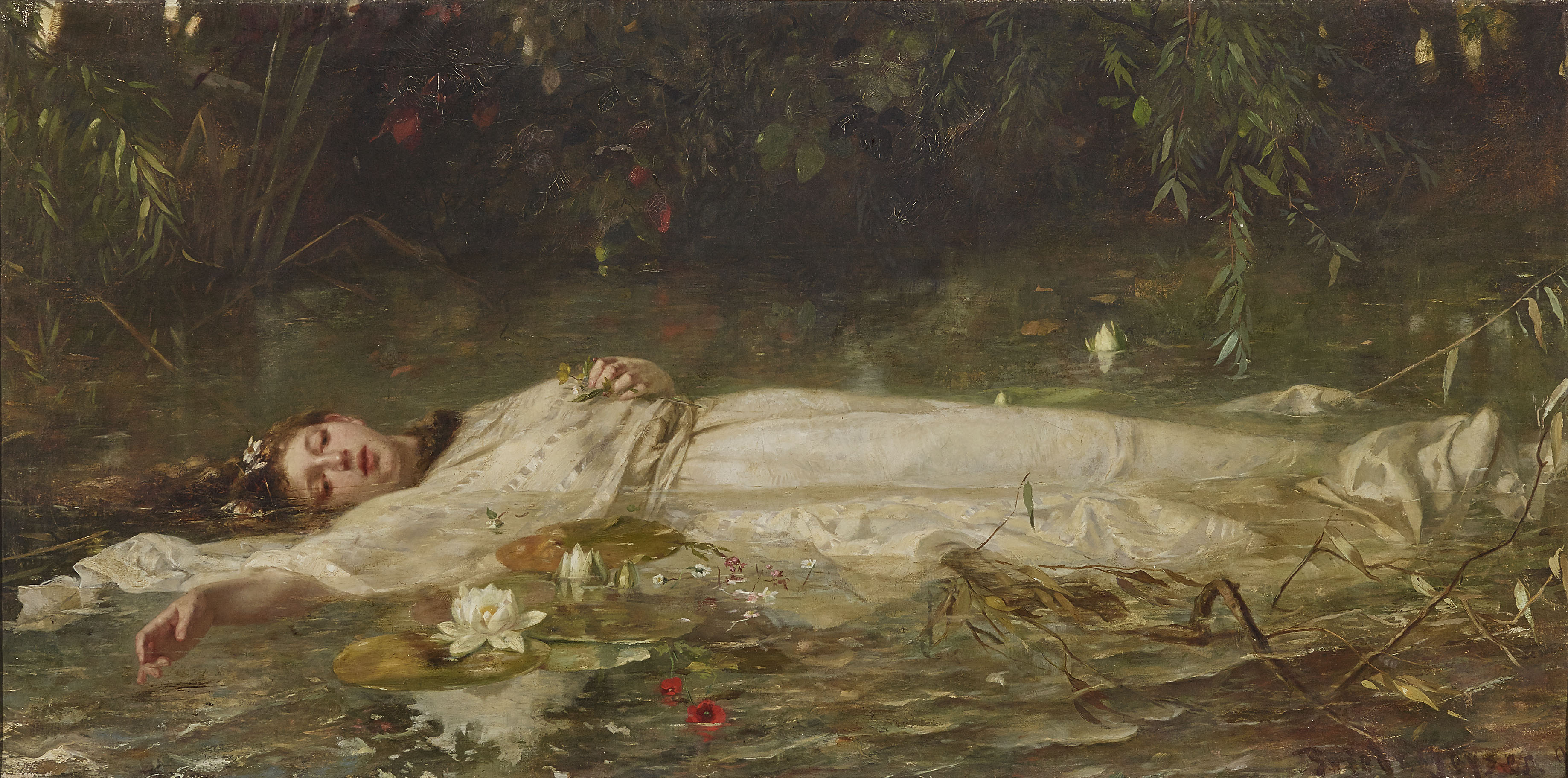
Ophelia von Friedrich Heyser

Unter diesem Stichwort werden vor allem drei Fragenkomplexe behandelt: die Misogynie Hamlets und die Besonderheiten der beiden weiblichen Figuren Gertrude und Ophelia.
Hamlets frauenfeindliche Haltung und sein Ekel gegenüber Sexualität ist deutlich ausgeprägt. Üblicherweise wird die Ursache dieser Einstellung als Ausdruck einer frühneuzeitlichen Subjektivität und nicht als moralisches Defizit angesehen. Auffällig in diesem Zusammenhang ist die feminine Selbstbeschreibung Hamlets. Hamlets Beurteilungen dieser femininen Komponente steht in deutlichem Gegensatz zu der Einstellung des Laertes, der die weiblichen Charakteranteile in sich verbannen will. Die Neigung, eigene männliche Schwäche als Ausdruck von Weiblichkeit anzusehen, ist in Übereinstimmung mit einem in der Renaissance weit verbreiteten Stereotyp, die Frau sei ein „weaker vessel“, eine minderwertige Variante des Mannes.
Während in Shakespeares Quelle, der Amletho-Erzählung bei Belleforest, Gertrude völlig selbstverständlich als Ehebrecherin dargestellt wird, lässt Shakespeare die Frage offen, ob Gertrude und Claudius noch zu Lebzeiten von König Hamlet ein Verhältnis hatten. Auch hier ist seine Darstellung davon geprägt, Ambiguität im Sinne Empsons zum Ausdruck zu bringen. Feministische Interpretationen haben in dieser Frage zwei extreme Positionen eingenommen. Manche Autoren haben die Ehebruchsthese zurückgewiesen, andere sind der Meinung, Gertrude habe aus sexuellem Interesse an Claudius den Mord an König Hamlet befördert. In der Beziehung zwischen Hamlet und Gertrude sind sich die Interpreten einig, dass Hamlet den Inzestvorwurf vor allem gegenüber seiner Mutter erhebt und nicht gegenüber seinem eigentlichen Feind, dem Mörder seines Vaters. Es ist bemerkenswert, dass die Darstellung Gertrudes unabhängig von Hamlets Urteil durchweg frei von negativen Zügen ist.
Die Figur der Ophelia ist als „Opfer eines patriarchalisch geprägten Umfelds konzipiert“. Sie wird von ihrem Vater und ihrem Bruder bevormundet und ist widerstandslos gehorsam. Hamlets Haltung zu Ophelia ändert sich, nachdem sich seine Einstellung zu seiner Mutter ins Negative gewandelt hat. In der ersten Belauschungsszene (Akt III, Szene 1.) und während des „Spiels im Spiel“ (Akt III, Szene 2.) verhält er sich gegenüber seiner Geliebten abweisend und rücksichtslos. Dover Wilson hat diese Haltung Hamlets so erklärt, dass er wisse, dass Ophelia der Spionageaktion gegen ihn zugestimmt habe. Unabhängig von der weithin passiven Opferrolle Ophelias und den negativen Bewertungen durch Hamlet ist Ophelia ähnlich wie Gertrude bemerkenswert positiv dargestellt. Sie ist von großer Sensibilität gegenüber ihrem Geliebten und erkennt im Gegensatz zu allen anderen das katastrophale Ausmaß an Veränderung, das Hamlet erlitten hat. Ihre Sprache ist „von höchster lyrischer Intensität gekennzeichnet“. Infolgedessen gibt es eine wirkungsmächtige Rezeption dieser Figur. So hat Gaston Bachelard in Anlehnung an das „phantasmagorische Syndrom von Weiblichkeit, Wahnsinn, Wasser und Tod“ von einem „Ophelia-Komplex“ gesprochen. Die Bezüge auf Ophelia reichen von der Gretchenfigur in Goethes Faust über Eugène Delacroix bis zu den pseudo-etymologischen Interpretationen Lacans. Ophelias Wahnsinn und ihr Tod haben zu vielfältigen Interpretationen Anlass gegeben: als Ausdruck der „Befreiung von Schweigsamkeit, Gehorsam und Zwang“ oder als Folge patriarchalischer Unterdrückung. Auch die Sprache Ophelias ist Gegenstand eigener Untersuchungen geworden. Auffällig ist die sogenannte „Zitathaftigkeit“ von Ophelias im Wahn fragmentierter Sprache, die keine eigenen Worte mehr findet und ständig auf Fremdtexte Bezug nimmt.

## Aufführungsgeschichte und Darsteller
Zu den Aufführungen in der ersten Hälfte des 17. Jahrhunderts ist wenig bekannt. Richard Burbage gilt als der Hamlet-Darsteller der Uraufführung. Zwar heißt es im Titel von Quarto 1: „it hath beene diuerse times acted“, allerdings gibt es zu diesen Aufführungen keine unabhängigen Zeugen. Die Authentizität der Aufführung von 1607 (vgl.: Datierung der frühen Aufführungen) ist umstritten und eine Aufführung im Globe Theatre ist nirgendwo belegt. Die ersten Aufführungen am Hof datieren aus den Jahren 1619 und 1637.

### Hamlet auf englischsprachigen Bühnen

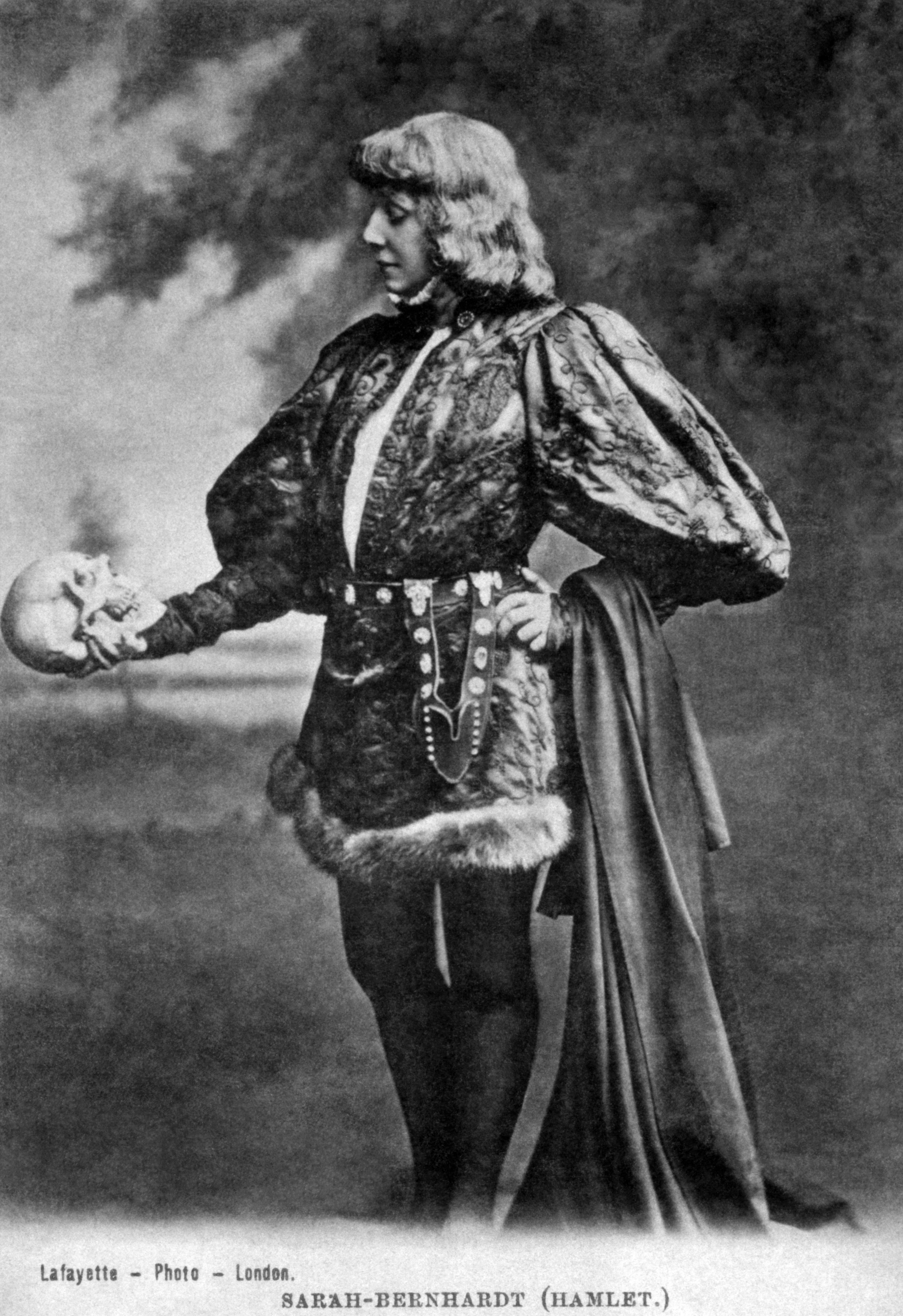
Sarah Bernhardt als Hamlet, Foto: Lafayette Photo, London

Gleich nach dem Beginn der Restauration wurde das Stück wieder aufgeführt. Ab dem Jahre 1661 spielte Thomas Betterton die Hauptrolle. Er spielte den Hamlet in zahlreichen Aufführungen während seines gesamten späteren Lebens über eine Zeitspanne von 48 Jahren. Zeitzeugen berichteten, dass er in der Lage war, noch im hohen Alter den jungen Prinzen überzeugend darzustellen. David Garrick spielte den Hamlet in der Zeit zwischen 1742 und 1776 über einen Zeitraum von 34 Jahren. Seine Darstellung ist bekannt für zwei Spezialitäten: Beim ersten Anblick des Geistes stellten sich seine Haare auf und beim Erscheinen des Geistes in der Kammer von Gertrude brach stets der Stuhl zusammen, auf dem er saß. Charakteristisch für seine Darstellung war auch seine abwehrende Handhaltung im ersten Akt beim Erscheinen des Geistes. Garricks Darstellungskunst hat einen humoristischen Niederschlag in Henry Fieldings Roman „Tom Jones“ gefunden. Toms Begleiter Partridge kommentiert aufmerksam und schlagfertig David Garricks Darstellung des Hamlet und kritisiert den berühmten Schauspieler mit der entwaffnenden Bemerkung: „I am sure, if I had seen a ghost, I should have looked in the very same manner, and done just as he did“. Das hohe, schon damals internationale Ansehen von Garricks Darstellung belegt auch der Bericht durch Georg Christoph Lichtenberg, der seinen Hamlet im Jahre 1775 zweimal sah und davon begeistert in seinen Briefen an Heinrich Christian Boie schreibt.
John Philip Kemble spielte den Hamlet in der Zeit zwischen 1783 und 1817 über einen Zeitraum von 34 Jahren. Er war für eine texttreue und historisierende Darstellung bekannt. Ein Gemälde von Thomas Lawrence zeigt ihn in der ikonischen Darstellung mit schwarzem Gewand und Yoricks Schädel. Edmund Kean gab den Hamlet fast zwanzig Jahre in der Zeit von 1814 bis 1832. Er war bekannt für seine manchmal übertriebene Darstellungsweise und erfand das sogenannte „Crawling“, während des Spiels im Spiel näherte er sich kriechend dem König. In der zweiten Hälfte des 19. Jahrhunderts ragt vor allem Henry Irving als Hamlet hervor. Er überzeugte durch ein differenziertes Charakterportrait (Dieter Mehl) und die Fähigkeit, die Monologe wie ein „gehörtes Nachdenken“ wirken zu lassen. Gegen Ende des 19. Jahrhunderts machen zwei Darsteller auf sich aufmerksam. Herbert Beerbohm Tree gab einen sentimentalen Prinzen in einer Inszenierung mit sehr aufwändiger Ausstattung und Sarah Bernhardt spielte den Hamlet in einer Hosenrolle als Jüngling. Sie begründete dies damit, dass nur ein erfahrener Schauspieler der Rolle gerecht werden könne und ein sehr junger Mann von einer Frau überzeugender dargestellt werden kann als von einem Mann. Die Kritik attestierte ihr, sie habe dazu beigetragen, das von Goethes Interpretation geprägte Bild eines schwächlichen Hamlet zu korrigieren. Sie sprach die Rolle auf Französisch, was das mit dem Text vertraute englische Publikum ebenso wenig störte wie die Darstellung Tommaso Salvinis, der 1875 in London Hamlet und Otello gab und dabei die Rollen italienisch sprach.

#### Hamletauf der englischen Bühne im 20. Jahrhundert
In der Zeit zwischen den Weltkriegen hatten Inszenierungen des Werkes in England eine außerordentliche Konjunktur. Etwa ein Zehntel aller Shakespeare-Produktionen in London in der Zeit zwischen 1918 und 1939 entfiel auf den Hamlet. In der Nachkriegszeit kam es zu einer vollständigen Neuorientierung auf der Bühne. Den Anfang machte 1948 die Produktion am „Shakespeare Memorial Theatre“ in Stratford mit einem „double-casting“: Robert Helpmann und Paul Scofield spielten die Titelrolle abwechselnd mit unterschiedlicher Akzentuierung. Helpmann betonte als Schauspieler und Tänzer eine Darstellung mithilfe von eleganten Bewegungen und Scofield imponierte durch lyrischen Ausdruck. Am Old Vic Theatre gaben zuerst 1950 Michael Redgrave und 1953 Richard Burton den Prinzen. Während Redgraves Darstellung sich durch eine betont schöne Sprache auszeichnete – ein Kritiker sprach von der „sweetness of the Prince“ – gab Burton einen geradezu rasenden Hamlet, der durch das Stück stürmte, ohne sich um jede Psychologie zu kümmern. Unter der Regie von Laurence Olivier mit Peter O’Toole in der Hauptrolle am Old Vic 1963 begann eine Tendenz, das Werk mit sehr jungen Darstellern zu inszenieren. O’Toole war seinerzeit 31 Jahre alt. 1965 leitete Peter Hall dann eine Produktion der „Royal Shakespeare Company“ mit dem damals 24-jährigen David Warner in der Titelrolle, die in der Folge als eine der bedeutendsten Inszenierungen des Werkes im 20. Jahrhundert angesehen wird. Warner erinnerte Kritiker an einen College-Studenten, der gerade aus einer Coffee-Bar in der King’s Road kommt. Mit seinen strähnigen blonden Haaren, einem roten Schal und einem Umhang, den er wie einen grauen Regenmantel trug, wurde sein Hamlet zum Synonym eines jugendlichen modernen Anti-Helden. Die Produktion wurde in Stratford und in London zu einem Kassenschlager und Warner avancierte zu einem Popstar der Shakespeare-Bühne in England. Zu dem Erfolg der Produktion trug zu einem nicht geringen Teil die Darstellung der Ophelia von Glenda Jackson bei. Sie gab Hamlets Geliebte als „Chelsea-set Beatnik“. Die neue Aufmerksamkeit, die Ophelia gewidmet wurde, prägte auch die Inszenierungen von Tony Richardson 1969 am „Londons Roundhouse“ mit Marianne Faithfull und die RSC-Produktion von Trevor Nunn 1970 mit Helen Mirren. Die bedeutendste Inszenierung der 1970er Jahre wurde der Hamlet von Buzz Goodbody vom April 1975 an der RSC-Studiobühne „The Other Place“ mit Ben Kingsley in der Hauptrolle.

### Hamlet auf deutschsprachigen Bühnen
Nach der vermutlich ersten Aufführung einer Hamletversion im Juni 1626 in Dresden wurde durch Wielands Prosaübertragung der Werke Shakespeares ein breites Publikum mit dem Prinzen bekannt. Die erste Aufführung des Hamlet in einer Version nach Wieland/Eschenburg datiert aus dem Jahre 1773 in Wien. Wenige Jahre später (1776) inszenierte Friedrich Ludwig Schröder in Hamburg den Hamlet mit Johann Franz Brockmann als Hauptdarsteller. Brockmanns Darstellung trug entscheidend zur Popularität des Stückes bei. Zu seinen Ehren erschien eine Monographie, eine Kupferstichreihe und eine Gedenkmünze. Nach dem Wechsel Brockmanns nach Wien übernahm Schröder selbst die Rolle des Prinzen. Er veröffentlichte den Text seiner Hamletinszenierung, was einen Eindruck davon vermittelt, wie weitgehend seine Eingriffe waren. So „überlebt“ Hamlet und wird Herrscher über Dänemark. Schröders Text diente auch anderen Bühnen für Aufführungen und war bis zum Ende des 18. Jahrhunderts außerordentlich einflussreich. 1792 und 1801 (dann mit einem „tragischen“ Schluss) führte Goethe die Schröder’sche Version in Weimar auf.
Übereinstimmend mit Goethes Verständnis und seiner Interpretation des Hamlet im Wilhelm Meister als eines scheiternden Menschen wurde ab 1809 der Hamlet von Pius Alexander Wolff in Schlegels Übersetzung ein großer Erfolg. Goethe prägte in der ersten Hälfte des 19. Jahrhunderts das Verständnis des Stückes und die Aufführungspraxis in Deutschland, was sich in Kommentaren in der 1855 erschienenen Goethebiographie des englischen Literaturkritikers George Henry Lewes widerspiegelt. In der zweiten Hälfte des 19. Jahrhunderts wurde Emil Devrient zum beliebtesten Hamlet-Darsteller. Er gab den Prinzen über 150-mal und wurde nach Gastspielen in London von Königin Victoria empfangen und vom Garrick Club eingeladen. Der bedeutendste Hamlet-Darsteller der Wende zum 20. Jahrhundert war Josef Kainz. Seine Darstellung des Prinzen betonte mehr die Intelligenz und Schlagfertigkeit Hamlets, weniger seine Unentschlossenheit, und kennzeichnet somit den schwindenden Einfluss Goethes. Kainz selbst hatte großen Einfluss auf die Regiearbeit von Max Reinhardt. Dieser erprobte seinen neuen Inszenierungsstil unter anderem in den gegensätzlichen Darstellungsweisen des Hamlet mit Alexander Moissi und Albert Bassermann. Mit Fritz Kortner in der Hauptrolle inszenierte Leopold Jessner 1926 einen politischen Hamlet am Schauspielhaus Berlin. Diese Aufführung erfolgt fast zeitgleich mit der ersten nicht-historisierenden (modern-dress) Inszenierung durch Barry Jackson und H. K. Ayliff mit Colin Keith-Johnston in der Hauptrolle am Kingsway Theatre in London 1925 und kennzeichnet im Falle der Hamletaufführungen den Bruch mit der traditionellen Theaterpraxis.
Nach der Machtübernahme Hitlers wurden auch Schauspieler und Regisseure vertrieben. Jessner, Kortner und Reinhardt verließen Deutschland. Die Ideologie der Nazis beförderte ein heroisierendes Hamletbild und dieses wurde 1936 erfolgreich von Gustaf Gründgens bedient. In denselben Jahren gab Horst Caspar einen „unzeitgemäßen“ Hamlet, der als authentischer beschrieben wurde. Kurz nach Kriegsende spielte er den Hamlet am Deutschen Theater Berlin erneut unter Gustav von Wangenheim zusammen mit aus dem Exil zurückgekehrten Schauspielern.
Von den modernen Inszenierungen ist vor allem der Hamlet Maximilian Schells erwähnenswert. Schell war mit seiner ersten Darstellung aus dem Jahr 1963 unter Gründgens unzufrieden. Er hat daher ab 1968 in einer eigenen Bearbeitung den Prinzen als unkonventionellen Draufgänger (Dieter Mehl) inszeniert und dies 1981 als Wiederherstellung des authentischen Shakespeare und bewusste Abgrenzung von Goethe bezeichnet, dem er (in Anlehnung an Hermann Ulrici) vorwirft, Shakespeares Hamlet durch die Brille des eigenen Werkes, insbesondere Werthers gesehen zu haben. Zur selben Zeit waren in der DDR Theaterleute auf der Suche nach einem von der Tradition emanzipierten Verhältnis zur Klassik. So wurde 1964 eine Inszenierung von Adolf Dresen mit einer Übersetzung von Dresen und Maik Hamburger in Greifswald offiziell abgesetzt. In den folgenden Jahren gab es von Seiten der Behörden weniger Bevormundungen und Hamburgers Übersetzung wurde 1989 in einer Mitteilung der Weimarer Shakespeare-Gesellschaft gewürdigt.
Die lange Shakespearerezeption in Deutschland hat nicht nur eine intensive Arbeit an den Texten, sondern auch eine experimentierfreudige Theaterarbeit hervorgebracht. Beispielhaft dafür stehen die ungewöhnlichen Hamletinszenierungen der letzten Jahre. Zweimal wurde das Stück auf deutschen Bühnen in einer ungekürzten Fassung gespielt, zuerst 1982 an der Berliner Schaubühne unter Klaus Michael Grüber mit Bruno Ganz in der Hauptrolle und 1995 am Schauspielhaus Bochum durch Frank-Patrick Steckel. Im Februar 1990 erregte Heiner Müller mit seiner Doppelaufführung Hamlet/Die Hamletmaschine mit Ulrich Mühe in Berlin Aufmerksamkeit. Er thematisierte mitten im Prozess der Wiedervereinigung Deutschlands ein „hochtechnisiertes Endzeitspektakel“ (Hortmann). Auf deutschsprachigen Bühnen ist das Interesse an dem Stück weiterhin ungebrochen, es gibt bis in die jüngste Vergangenheit 15 bis 20 Hamletinszenierungen jährlich. Doch mit Heiner Müllers Shakespeare-Dekonstruktion während des Falls der Berliner Mauer ist eine weitere Zäsur in der Aufführungsgeschichte des Stückes eingetreten. Man könnte sagen, seine politische Mission sei erfüllt, ihm seien Last und Bedeutungsschwere genommen und damit der Theaterpraxis die Möglichkeit einer frischen Herangehensweise an Shakespeares traurigen Königssohn geschenkt.

## Vertonungen
Von den Bearbeitungen für die Opernbühne konnte nur die französische Oper Hamlet von Ambroise Thomas aus dem Jahr 1868 eine gewisse Stellung im internationalen Repertoire der Opernhäuser erreichen. Francesco Gasparinis Oper mit dem Titel Ambleto wurde eine Zeit lang in ganz Europa gespielt und vom Kastratensopran Nicolò Grimaldi, genannt Nicolini, 1712 in London vorgestellt, verschwand dann aber rasch von den Spielplänen. Die Vertonung Amleto von Franco Faccio aus dem Jahr 1865 war lange vergessen, erlebte aber in den 2010er Jahren mehrere Produktionen.
Franz Liszt schuf 1858 die sinfonische Dichtung Hamlet, die erst 1876 zur Uraufführung gelangte. 1980 wurde Hermann Reutters Hamlet in Stuttgart uraufgeführt. Wolfgang Rihms Musiktheaterstück nach Heiner Müllers Bearbeitung Die Hamletmaschine (UA Mannheim 1987) wurde 2016 vom Opernhaus Zürich als Wiederentdeckung herausgebracht. Die Komische Oper Berlin brachte 2009 Hamlet – 12 musikdramatische Tableaux von Christian Jost zur Uraufführung. Das Theater an der Wien zeigte 2016 den Hamlet von Anno Schreier. Im Februar 2017 kam der Stoff in der Vertonung von Timo Jouko Herrmann an der Oper Dortmund zur Uraufführung. Ebenfalls 2017 wurde beim Glyndebourne Festival Brett Deans Oper Hamlet mit großem Erfolg uraufgeführt. Richard Strauss vertonte drei Lieder der Ophelia (erschienen 1919 in der Sammlung 6 Lieder als op. 67,1–3) in der Übersetzung von Ludwig Seeger.

## Ballette
Eines der ersten Hamlet-Ballette schuf bereits 1788 Francesco Clerico in Venedig mit Amleto. 1816 erschien in Paris das Ballett Hamlet von Louis Henry nach der Musik von Graf Wenzel Gallenberg. 1934 brachte Bronislava Nijinska mit ihrer Kompanie in Paris ein Hamlet-Ballett nach der Musik von Franz Liszt heraus. Am 19. Mai 1942 erfolgte die Uraufführung eines gleichnamigen Balletts nach der Choreografie von Robert Helpmann in London nach der Musik von Tschaikowsky. Ein großer Erfolg war auch das Ballett von Victor Gsovsky am 19. November 1950 an der Bayerischen Staatsoper München. Weitere Hamlet-Ballette kreierten Helga Swedlund (Hamburg 1952), Tatjana Gsovsky (Berlin 1953, Stuttgart 1954), Yvonne Georgi (Hannover 1962), Konstantin Sergejew (Leningrad 1970), Wachtang Tschabukiani (Tblissi 1971) und mit dem Titel Hamlet: Connotations John Neumeier (New York 1976, nach der Musik von Aaron Copland).

## Verfilmungen
Shakespeares Werke sind oft verfilmt worden. Eine Übersicht verzeichnet 400 Titel. Die Einträge in einem Census von 1990 sind noch wesentlich umfangreicher. Dort werden allein bis zu diesem Jahr 184 Filme und Videos für die drei großen Tragödien (Hamlet, Lear und Macbeth) angegeben. Obwohl es über 50 Verfilmungen und Aufzeichnungen des Hamlet gibt, stellen Literaturwissenschaftler in Übersichtsarbeiten meist nur wenige Filme als eigenständig und erwähnenswert heraus. Außer der Verfilmung von Svend Gade und Heinz Schall mit Asta Nielsen als weiblichem Hamlet aus dem Jahr 1920/21 werden Laurence Oliviers Werk von 1948 und Kosinzew’s Film von 1964 hervorgehoben. Oliviers Produktion gewann als bisher einzige Shakespeare-Verfilmung den Oscar als Bester Film. Branaghs ungekürzte Version von 1996 wird ebenso wie Almereydas Adaption des Hamlet aus dem Jahr 2000 eher kritisch gesehen. Erwähnung findet allenfalls noch Franco Zeffirellis Film aus dem Jahr 1990 mit Mel Gibson in der Hauptrolle. In der Spielzeit 2008/2009 wendete sich die Royal Shakespeare Company (RSC) unter der Leitung von Gregory Doran erneut dem Stoff zu, die erfolgreiche Inszenierung mit David Tennant (Prinz Hamlet) und Patrick Stewart (Claudius / König Hamlet) in den Hauptrollen wurde anschließend in gleicher Besetzung und mit BBC-Unterstützung gleichnamig verfilmt. Nach der US-amerikanischen Ausstrahlung durch PBS im Folgejahr wurde Stewart für seine Darstellung des Geistes von König Hamlet für einen Emmy Award nominiert.

## Textausgaben
Englisch
- Charlton Hinman, Peter W. M. Blayney (Hrsg.): The Norton Faksimile. The First Folio of Shakespeare. Based on the Folios in the Folger Library Collection.  2. Auflage. W.W. Norton, New York 1996, ISBN 0-393-03985-4.
- Edmond Malone (Hrsg.): The Plays and Poems of William Shakespeare. Oxford 1790.
- Edmund Kerchever Chambers (Hrsg.): William Shakespeare. Warwick Shakespeare 1894. Band 2.
- John Jowett, William Montgomery, Gary Taylor, Stanley Wells (Hrsg.): The Oxford Shakespeare. The Complete Works.  2. Auflage. Oxford University Press, Oxford 2005, ISBN 978-0-19-926718-7.

Deutsch
- Christoph Martin Wieland: Shakespear Theatralische Werke. (VIII. Band, Hamlet). Scan auf MDZ
- Johann Joachim Eschenburg: William Shakespeare’s Schauspiele. 12 Bände, Zürich 1775–1777. Link auf Opendata Universität Halle

Zweisprachige Werkausgabe Englisch-Deutsch
- William Shakespeare. Sämtliche Werke. Englisch-Deutsch. Zweitausendeins, Frankfurt 2010, ISBN 978-3-86150-838-0.

Editionen der Druckversionen von 1603, 1604 und 1623.
- Albert Weiner (Hrsg.): Hamlet. The First Quarto 1603. 1962.
- Kathleen O. Irace (Hrsg.): The First Quarto of Hamlet. Cambridge 1998.
- Thomas Marc Parrott, Hardin Craig (Hrsg.): The Tragedy of Hamlet: a critical Edition of the second Quarto. 1938.
- Paul Bertram, Bernice W. Kliman (Hrsg.): The Three-Text Hamlet. Parallel Texts of the First and second Quartos and the First Folio. New York 1997.

Kommentierte Einzelausgaben Englisch
- William George Clark, J. Glover, William Aldis Wright (Hrsg.): Hamlet. Cambridge Shakespeare. (1863-6) Vol. 8 Cambridge 1866.
- Horace H. Furness (Hrsg.): Hamlet. A New Variorum Edition. 2 Vol. London 1877
- Edward Dowden (Hrsg.): Hamlet. The Arden Shakespeare. London 1899.
- Arthur Wilson Verity (Hrsg.): The Tragedy of Hamlet. The Student’s Shakespeare. Cambridge 1904.
- John Dover Wilson (Hrsg.): The Tragedy of Hamlet. The New Cambridge Shakespeare. Cambridge 1934.
- George L. Kittredge (Hrsg.): Hamlet. Boston 1936.
- Edward Hubler (Hrsg.): The Tragedy of Hamlet. Prince of Denmark. The Signet Classic Shakespeare. New York 1963.
- Bernhard Lott (Hrsg.): Hamlet. The New Swan Shakespeare. London 1968.
- G. Blakemore Evans (Hrsg.): The Tragedy of Hamlet. Prince of Denmark. The Riverside Shakespeare. Boston 1974.
- Terence John Bew Spencer (Hrsg.): Hamlet. The New Penguin Shakespeare. Harmondsworth 1982.
- Harold Jenkins (Hrsg.): Hamlet. The Arden Shakespeare. Second Series. London 1982.
- Philip Edwards (Hrsg.). Hamlet, Prince of Denmark. New Cambridge Shakespeare. Cambridge 1985, 2003, ISBN 978-0-521-53252-5.
- George Richard Hibbard (Hrsg.): Hamlet. The Oxford Shakespeare. Oxford University Press, Oxford 1987, 2008, ISBN 978-0-19-953581-1.
- Ann Thompson, Neil Taylor (Hrsg.): Hamlet. The Arden Shakespeare. Third Series. Band 1, London 2006, ISBN 978-1-904271-33-8.
- Ann Thompson, Neil Taylor (Hrsg.): Hamlet. The Texts of 1603 and 1623. The Arden Shakespeare. Third Series. Band 2, London 2006, ISBN 1-904271-80-4.
- Jonathan Bate, Eric Rasmussen (Hrsg.): Hamlet. The RSC Shakespeare. Houndmills 2008, ISBN 978-0-230-21787-4.

Einzelausgaben Deutsch (Leseversionen)
- Dietrich Klose (Hrsg.): August Wilhelm Schlegel: Hamlet, Prinz von Dänemark. Stuttgart 1969.
- Joachim Krueger (Hrsg.): Theodor Fontane W. Shakespeares Hamlet. Berlin 1842, 1966.
- Friedrich Bodenstedt (Hrsg.): Hamlet, Prinz von Dänemark. Leipzig 1870.
- Gerhart Hauptmann (Hrsg.): Die tragische Geschichte von Hamlet, Prinzen von Dänemark in deutscher Sprache. Weimar 1928.
- Rudolf Schaller (Hrsg.): Hamlet, Prinz von Dänemark. Berlin 1964.
- Erich Fried (Hrsg.): Shakespeare Übersetzungen: Hamlet – Othello. Berlin 1972.

Zweisprachige kommentierte Einzelausgaben Englisch-Deutsch
- Frank Günther (Hrsg.): Hamlet. Zweisprachige Ausgabe. Mit einem Essay und Literaturhinweisen von Manfred Pfister. Deutscher Taschenbuch Verlag, München 2010, ISBN 978-3-423-12483-6.
- Norbert Greiner, Wolfgang G. Müller (Hrsg.): Hamlet, Prince of Denmark. Englisch-deutsche Studienausgabe. Stauffenburg Verlag, Tübingen 2008, ISBN 978-3-86057-567-3.

## Belege
Anmerkung zur Zitierweise und den Kurzbezeichnungen der verwendeten Literatur.
Aufgrund der Abweichungen zwischen folio- und quartobasierten Ausgaben wird der Text von Shakespeares „Hamlet“ nach der kommentierten zweisprachigen Ausgabe von Norbert Greiner und parallel dazu nach der dritten Ardenausgabe zitiert. Wo es sinnvoll erschien oder darauf Bezug genommen wurde, wird zudem die Seitenzahl des ausführlichen Kommentars von Wolfgang G. Müller angegeben. Der Text der englisch-deutschen Studienausgabe basiert auf den populären von T.J.B. Spencer herausgegebenen Penguin-Classics und ist im Falle des Hamlet F1-basiert. Die Arden³-Ausgabe gibt im ersten Band den Q2-Text wieder. Die Zahlenangabe „I, 1, 118“ bedeutet: 1. Akt, 1. Szene, Zeile 118.
1. ↑  Norbert Greiner, Wolfgang G. Müller (Hrsg.): Hamlet, Prince of Denmark. Englisch-deutsche Studienausgabe. Stauffenburg Verlag, Tübingen 2008: I, 5, 74–79. Ann Thompson, Neil Taylor (Hrsg.): Hamlet. The Arden Shakespeare. Third Series. Band 1, London 2006.: I, 5, 74–79. Norbert Greiner, Wolfgang G. Müller (Hrsg.): Hamlet, Prince of Denmark. Englisch-deutsche Studienausgabe. Stauffenburg Verlag, Tübingen 2008 (Kommentar I.5) S. 442–445.
2. ↑  Norbert Greiner, Wolfgang G. Müller (Hrsg.): Hamlet, Prince of Denmark. Englisch-deutsche Studienausgabe. Stauffenburg Verlag, Tübingen 2008: III, 2, 72–74. Ann Thompson, Neil Taylor (Hrsg.): Hamlet. The Arden Shakespeare. Third Series. Band 1, London 2006.: III, 2, 71–73. Norbert Greiner, Wolfgang G. Müller (Hrsg.): Hamlet, Prince of Denmark. Englisch-deutsche Studienausgabe. Stauffenburg Verlag, Tübingen 2008 (Kommentar III.2) S. 483–485.
3. ↑  Norbert Greiner, Wolfgang G. Müller (Hrsg.): Hamlet, Prince of Denmark. Englisch-deutsche Studienausgabe. Stauffenburg Verlag, Tübingen 2008: III, 3, 88. Ann Thompson, Neil Taylor (Hrsg.): Hamlet. The Arden Shakespeare. Third Series. Band 1, London 2006.: III, 3, 88. Norbert Greiner, Wolfgang G. Müller (Hrsg.): Hamlet, Prince of Denmark. Englisch-deutsche Studienausgabe. Stauffenburg Verlag, Tübingen 2008 (Kommentar III.3) S. 487–490.
4. ↑  Norbert Greiner, Wolfgang G. Müller (Hrsg.): Hamlet, Prince of Denmark. Englisch-deutsche Studienausgabe. Stauffenburg Verlag, Tübingen 2008: IV, 3, 53f. Ann Thompson, Neil Taylor (Hrsg.): Hamlet. The Arden Shakespeare. Third Series. Band 1, London 2006.: IV, 3, 52–54. Norbert Greiner, Wolfgang G. Müller (Hrsg.): Hamlet, Prince of Denmark. Englisch-deutsche Studienausgabe. Stauffenburg Verlag, Tübingen 2008 (Kommentar IV.3) S. 498–500.
5. ↑  Norbert Greiner, Wolfgang G. Müller (Hrsg.): Hamlet, Prince of Denmark. Englisch-deutsche Studienausgabe. Stauffenburg Verlag, Tübingen 2008: IV, 6, 13–32. Ann Thompson, Neil Taylor (Hrsg.): Hamlet. The Arden Shakespeare. Third Series. Band 1, London 2006.: IV, 6, 13–31. Norbert Greiner, Wolfgang G. Müller (Hrsg.): Hamlet, Prince of Denmark. Englisch-deutsche Studienausgabe. Stauffenburg Verlag, Tübingen 2008 (Kommentar IV.6) S. 508f.
6. ↑  Norbert Greiner, Wolfgang G. Müller (Hrsg.): Hamlet, Prince of Denmark. Englisch-deutsche Studienausgabe. Stauffenburg Verlag, Tübingen 2008: V, 2, 255–347. Ann Thompson, Neil Taylor (Hrsg.): Hamlet. The Arden Shakespeare. Third Series. Band 1, London 2006.: V, 2, 243–342. Norbert Greiner, Wolfgang G. Müller (Hrsg.): Hamlet, Prince of Denmark. Englisch-deutsche Studienausgabe. Stauffenburg Verlag, Tübingen 2008 (Kommentar V.2) S. 531–534.
7. ↑  Norbert Greiner, Wolfgang G. Müller (Hrsg.): Hamlet, Prince of Denmark. Englisch-deutsche Studienausgabe. Stauffenburg Verlag, Tübingen 2008: I, 1, 79–95. Ann Thompson, Neil Taylor (Hrsg.): Hamlet. The Arden Shakespeare. Third Series. Band 1, London 2006.: I, 1, 78–94. Norbert Greiner, Wolfgang G. Müller (Hrsg.): Hamlet, Prince of Denmark. Englisch-deutsche Studienausgabe. Stauffenburg Verlag, Tübingen 2008 (Kommentar I.1) S. 422.
8. ↑  Norbert Greiner, Wolfgang G. Müller (Hrsg.): Hamlet, Prince of Denmark. Englisch-deutsche Studienausgabe. Stauffenburg Verlag, Tübingen 2008: I, 2, 17–39. Ann Thompson, Neil Taylor (Hrsg.): Hamlet. The Arden Shakespeare. Third Series. Band 1, London 2006.: I, 2, 17–39. Norbert Greiner, Wolfgang G. Müller (Hrsg.): Hamlet, Prince of Denmark. Englisch-deutsche Studienausgabe. Stauffenburg Verlag, Tübingen 2008 (Kommentar I.2) S. 425f.
9. ↑  Norbert Greiner, Wolfgang G. Müller (Hrsg.): Hamlet, Prince of Denmark. Englisch-deutsche Studienausgabe. Stauffenburg Verlag, Tübingen 2008: I, 1, 95–107. Ann Thompson, Neil Taylor (Hrsg.): Hamlet. The Arden Shakespeare. Third Series. Band 1, London 2006.: I, 1, 94–106. Norbert Greiner, Wolfgang G. Müller (Hrsg.): Hamlet, Prince of Denmark. Englisch-deutsche Studienausgabe. Stauffenburg Verlag, Tübingen 2008 (Kommentar I.1) S. 422.
10. ↑  Norbert Greiner, Wolfgang G. Müller (Hrsg.): Hamlet, Prince of Denmark. Englisch-deutsche Studienausgabe. Stauffenburg Verlag, Tübingen 2008: I, 1, 105–107. Ann Thompson, Neil Taylor (Hrsg.): Hamlet. The Arden Shakespeare. Third Series. Band 1, London 2006.: I, 1, Norbert Greiner, Wolfgang G. Müller (Hrsg.): Hamlet, Prince of Denmark. Englisch-deutsche Studienausgabe. Stauffenburg Verlag, Tübingen 2008 (Kommentar I.1) S. 422.
11. ↑  Norbert Greiner, Wolfgang G. Müller (Hrsg.): Hamlet, Prince of Denmark. Englisch-deutsche Studienausgabe. Stauffenburg Verlag, Tübingen 2008: I, 2, 28–39. Ann Thompson, Neil Taylor (Hrsg.): Hamlet. The Arden Shakespeare. Third Series. Band 1, London 2006.: I, 2, 28–39. Norbert Greiner, Wolfgang G. Müller (Hrsg.): Hamlet, Prince of Denmark. Englisch-deutsche Studienausgabe. Stauffenburg Verlag, Tübingen 2008 (Kommentar I.2) S. 426.
12. ↑  Norbert Greiner, Wolfgang G. Müller (Hrsg.): Hamlet, Prince of Denmark. Englisch-deutsche Studienausgabe. Stauffenburg Verlag, Tübingen 2008: II, 2, 60–80. Ann Thompson, Neil Taylor (Hrsg.): Hamlet. The Arden Shakespeare. Third Series. Band 1, London 2006.: II, 2, 60–80. Norbert Greiner, Wolfgang G. Müller (Hrsg.): Hamlet, Prince of Denmark. Englisch-deutsche Studienausgabe. Stauffenburg Verlag, Tübingen 2008 (Kommentar II.2) S. 455.
13. ↑  Norbert Greiner, Wolfgang G. Müller (Hrsg.): Hamlet, Prince of Denmark. Englisch-deutsche Studienausgabe. Stauffenburg Verlag, Tübingen 2008: IV, 4, 1–7. Ann Thompson, Neil Taylor (Hrsg.): Hamlet. The Arden Shakespeare. Third Series. Band 1, London 2006.: IV, 4, 1–7. Norbert Greiner, Wolfgang G. Müller (Hrsg.): Hamlet, Prince of Denmark. Englisch-deutsche Studienausgabe. Stauffenburg Verlag, Tübingen 2008 (Kommentar IV.4) S. 500–502.
14. ↑  Norbert Greiner, Wolfgang G. Müller (Hrsg.): Hamlet, Prince of Denmark. Englisch-deutsche Studienausgabe. Stauffenburg Verlag, Tübingen 2008: V, 2, 365f. Ann Thompson, Neil Taylor (Hrsg.): Hamlet. The Arden Shakespeare. Third Series. Band 1, London 2006.: V, 2, 365f. Norbert Greiner, Wolfgang G. Müller (Hrsg.): Hamlet, Prince of Denmark. Englisch-deutsche Studienausgabe. Stauffenburg Verlag, Tübingen 2008 (Kommentar V.2) S. 534.
15. ↑  Norbert Greiner, Wolfgang G. Müller (Hrsg.): Hamlet, Prince of Denmark. Englisch-deutsche Studienausgabe. Stauffenburg Verlag, Tübingen 2008: I, 3, 99f. Ann Thompson, Neil Taylor (Hrsg.): Hamlet. The Arden Shakespeare. Third Series. Band 1, London 2006.: I, 3, 98f. Norbert Greiner, Wolfgang G. Müller (Hrsg.): Hamlet, Prince of Denmark. Englisch-deutsche Studienausgabe. Stauffenburg Verlag, Tübingen 2008 (Kommentar I.3) S. 435–437.
16. ↑  Norbert Greiner, Wolfgang G. Müller (Hrsg.): Hamlet, Prince of Denmark. Englisch-deutsche Studienausgabe. Stauffenburg Verlag, Tübingen 2008: III, 1, 43–161. Ann Thompson, Neil Taylor (Hrsg.): Hamlet. The Arden Shakespeare. Third Series. Band 1, London 2006.: 42–160. Norbert Greiner, Wolfgang G. Müller (Hrsg.): Hamlet, Prince of Denmark. Englisch-deutsche Studienausgabe. Stauffenburg Verlag, Tübingen 2008 (Kommentar III.1) S. 467–476.
17. ↑  Norbert Greiner, Wolfgang G. Müller (Hrsg.): Hamlet, Prince of Denmark. Englisch-deutsche Studienausgabe. Stauffenburg Verlag, Tübingen 2008: IV, 7, 162–182. Ann Thompson, Neil Taylor (Hrsg.): Hamlet. The Arden Shakespeare. Third Series. Band 1, London 2006.: IV, 7, 162–181. Norbert Greiner, Wolfgang G. Müller (Hrsg.): Hamlet, Prince of Denmark. Englisch-deutsche Studienausgabe. Stauffenburg Verlag, Tübingen 2008 (Kommentar IV.7) S. 512–514.
18. ↑  Norbert Greiner, Wolfgang G. Müller (Hrsg.): Hamlet, Prince of Denmark. Englisch-deutsche Studienausgabe. Stauffenburg Verlag, Tübingen 2008: I, 5, 9–13. Ann Thompson, Neil Taylor (Hrsg.): Hamlet. The Arden Shakespeare. Third Series. Band 1, London 2006.: I, 5, 9–13. Norbert Greiner, Wolfgang G. Müller (Hrsg.): Hamlet, Prince of Denmark. Englisch-deutsche Studienausgabe. Stauffenburg Verlag, Tübingen 2008 (Kommentar I.5) S. 441.
19. ↑  Norbert Greiner, Wolfgang G. Müller (Hrsg.): Hamlet, Prince of Denmark. Englisch-deutsche Studienausgabe. Stauffenburg Verlag, Tübingen 2008: I, 5, 74–79. Ann Thompson, Neil Taylor (Hrsg.): Hamlet. The Arden Shakespeare. Third Series. Band 1, London 2006.: I, 5, 74–79. Norbert Greiner, Wolfgang G. Müller (Hrsg.): Hamlet, Prince of Denmark. Englisch-deutsche Studienausgabe. Stauffenburg Verlag, Tübingen 2008 (Kommentar I.5) S. 444.
20. ↑  Norbert Greiner, Wolfgang G. Müller (Hrsg.): Hamlet, Prince of Denmark. Englisch-deutsche Studienausgabe. Stauffenburg Verlag, Tübingen 2008: I, 5, 34–40. Ann Thompson, Neil Taylor (Hrsg.): Hamlet. The Arden Shakespeare. Third Series. Band 1, London 2006.: I, 5, 34–40. Norbert Greiner, Wolfgang G. Müller (Hrsg.): Hamlet, Prince of Denmark. Englisch-deutsche Studienausgabe. Stauffenburg Verlag, Tübingen 2008 (Kommentar I.5) S. 442.
21. ↑  Norbert Greiner, Wolfgang G. Müller (Hrsg.): Hamlet, Prince of Denmark. Englisch-deutsche Studienausgabe. Stauffenburg Verlag, Tübingen 2008: I, 5, 59–73. Ann Thompson, Neil Taylor (Hrsg.): Hamlet. The Arden Shakespeare. Third Series. Band 1, London 2006.: I, 5, 59–73. Norbert Greiner, Wolfgang G. Müller (Hrsg.): Hamlet, Prince of Denmark. Englisch-deutsche Studienausgabe. Stauffenburg Verlag, Tübingen 2008 (Kommentar I.5) S. 444.
22. ↑  Norbert Greiner, Wolfgang G. Müller (Hrsg.): Hamlet, Prince of Denmark. Englisch-deutsche Studienausgabe. Stauffenburg Verlag, Tübingen 2008: I, 5, 25. Ann Thompson, Neil Taylor (Hrsg.): Hamlet. The Arden Shakespeare. Third Series. Band 1, London 2006.: I, 5, 25. Norbert Greiner, Wolfgang G. Müller (Hrsg.): Hamlet, Prince of Denmark. Englisch-deutsche Studienausgabe. Stauffenburg Verlag, Tübingen 2008 (Kommentar I.5) S. 442.
23. ↑  Norbert Greiner, Wolfgang G. Müller (Hrsg.): Hamlet, Prince of Denmark. Englisch-deutsche Studienausgabe. Stauffenburg Verlag, Tübingen 2008: I, 2, 163f. Ann Thompson, Neil Taylor (Hrsg.): Hamlet. The Arden Shakespeare. Third Series. Band 1, London 2006.: I, 2, 163f. Norbert Greiner, Wolfgang G. Müller (Hrsg.): Hamlet, Prince of Denmark. Englisch-deutsche Studienausgabe. Stauffenburg Verlag, Tübingen 2008 (Kommentar I.2) S. 434.
24. ↑  Norbert Greiner, Wolfgang G. Müller (Hrsg.): Hamlet, Prince of Denmark. Englisch-deutsche Studienausgabe. Stauffenburg Verlag, Tübingen 2008: I,2,112–120. Ann Thompson, Neil Taylor (Hrsg.): Hamlet. The Arden Shakespeare. Third Series. Band 1, London 2006.: I,2,112–120. Norbert Greiner, Wolfgang G. Müller (Hrsg.): Hamlet, Prince of Denmark. Englisch-deutsche Studienausgabe. Stauffenburg Verlag, Tübingen 2008 (Kommentar I.2) S. 429.
25. ↑  Norbert Greiner, Wolfgang G. Müller (Hrsg.): Hamlet, Prince of Denmark. Englisch-deutsche Studienausgabe. Stauffenburg Verlag, Tübingen 2008: I, 1, 21. Ann Thompson, Neil Taylor (Hrsg.): Hamlet. The Arden Shakespeare. Third Series. Band 1, London 2006.: I, 1, 20. Norbert Greiner, Wolfgang G. Müller (Hrsg.): Hamlet, Prince of Denmark. Englisch-deutsche Studienausgabe. Stauffenburg Verlag, Tübingen 2008 (Kommentar I.1) S. 419–424.
26. ↑  Norbert Greiner, Wolfgang G. Müller (Hrsg.): Hamlet, Prince of Denmark. Englisch-deutsche Studienausgabe. Stauffenburg Verlag, Tübingen 2008: I, 2, 1–14. Ann Thompson, Neil Taylor (Hrsg.): Hamlet. The Arden Shakespeare. Third Series. Band 1, London 2006.: I, 2, 1–14. Norbert Greiner, Wolfgang G. Müller (Hrsg.): Hamlet, Prince of Denmark. Englisch-deutsche Studienausgabe. Stauffenburg Verlag, Tübingen 2008 (Kommentar I.2) S. 424–435.
27. ↑  Norbert Greiner, Wolfgang G. Müller (Hrsg.): Hamlet, Prince of Denmark. Englisch-deutsche Studienausgabe. Stauffenburg Verlag, Tübingen 2008: I, 2, 17–39. Ann Thompson, Neil Taylor (Hrsg.): Hamlet. The Arden Shakespeare. Third Series. Band 1, London 2006.: I, 2, 17–39. Norbert Greiner, Wolfgang G. Müller (Hrsg.): Hamlet, Prince of Denmark. Englisch-deutsche Studienausgabe. Stauffenburg Verlag, Tübingen 2008 (Kommentar I.2) S. 425f.
28. ↑  Norbert Greiner, Wolfgang G. Müller (Hrsg.): Hamlet, Prince of Denmark. Englisch-deutsche Studienausgabe. Stauffenburg Verlag, Tübingen 2008: I, 2, 42–63. Ann Thompson, Neil Taylor (Hrsg.): Hamlet. The Arden Shakespeare. Third Series. Band 1, London 2006.: 42–63. Norbert Greiner, Wolfgang G. Müller (Hrsg.): Hamlet, Prince of Denmark. Englisch-deutsche Studienausgabe. Stauffenburg Verlag, Tübingen 2008 (Kommentar I.2) S. 426f.
29. ↑  Norbert Greiner, Wolfgang G. Müller (Hrsg.): Hamlet, Prince of Denmark. Englisch-deutsche Studienausgabe. Stauffenburg Verlag, Tübingen 2008: I, 2, 112–117. Ann Thompson, Neil Taylor (Hrsg.): Hamlet. The Arden Shakespeare. Third Series. Band 1, London 2006.: I, 2, 112–17. Norbert Greiner, Wolfgang G. Müller (Hrsg.): Hamlet, Prince of Denmark. Englisch-deutsche Studienausgabe. Stauffenburg Verlag, Tübingen 2008 (Kommentar I.2) S. 429.
30. ↑  Norbert Greiner, Wolfgang G. Müller (Hrsg.): Hamlet, Prince of Denmark. Englisch-deutsche Studienausgabe. Stauffenburg Verlag, Tübingen 2008: I, 2, 129–159. Ann Thompson, Neil Taylor (Hrsg.): Hamlet. The Arden Shakespeare. Third Series. Band 1, London 2006.: I, 2, 129–159. Norbert Greiner, Wolfgang G. Müller (Hrsg.): Hamlet, Prince of Denmark. Englisch-deutsche Studienausgabe. Stauffenburg Verlag, Tübingen 2008 (Kommentar I.2) S. 430–433.
31. ↑  Norbert Greiner, Wolfgang G. Müller (Hrsg.): Hamlet, Prince of Denmark. Englisch-deutsche Studienausgabe. Stauffenburg Verlag, Tübingen 2008: I, 3, 1–51. Ann Thompson, Neil Taylor (Hrsg.): Hamlet. The Arden Shakespeare. Third Series. Band 1, London 2006.: I, 3, 1–51. Norbert Greiner, Wolfgang G. Müller (Hrsg.): Hamlet, Prince of Denmark. Englisch-deutsche Studienausgabe. Stauffenburg Verlag, Tübingen 2008 (Kommentar I.3) S. 435–437.
32. ↑  Norbert Greiner, Wolfgang G. Müller (Hrsg.): Hamlet, Prince of Denmark. Englisch-deutsche Studienausgabe. Stauffenburg Verlag, Tübingen 2008: I, 3, 88–136. Ann Thompson, Neil Taylor (Hrsg.): Hamlet. The Arden Shakespeare. Third Series. Band 1, London 2006.: 87–135. Norbert Greiner, Wolfgang G. Müller (Hrsg.): Hamlet, Prince of Denmark. Englisch-deutsche Studienausgabe. Stauffenburg Verlag, Tübingen 2008 (Kommentar I.3) S. 435–437.
33. ↑  Norbert Greiner, Wolfgang G. Müller (Hrsg.): Hamlet, Prince of Denmark. Englisch-deutsche Studienausgabe. Stauffenburg Verlag, Tübingen 2008: I, 2, 189. Ann Thompson, Neil Taylor (Hrsg.): Hamlet. The Arden Shakespeare. Third Series. Band 1, London 2006.: I, 2, 188. Norbert Greiner, Wolfgang G. Müller (Hrsg.): Hamlet, Prince of Denmark. Englisch-deutsche Studienausgabe. Stauffenburg Verlag, Tübingen 2008 (Kommentar I.2) S. 433–435.
34. ↑  Norbert Greiner, Wolfgang G. Müller (Hrsg.): Hamlet, Prince of Denmark. Englisch-deutsche Studienausgabe. Stauffenburg Verlag, Tübingen 2008: I, 4, 1–4 und 38. Ann Thompson, Neil Taylor (Hrsg.): Hamlet. The Arden Shakespeare. Third Series. Band 1, London 2006.: I, 4, 1–4 und 38. Norbert Greiner, Wolfgang G. Müller (Hrsg.): Hamlet, Prince of Denmark. Englisch-deutsche Studienausgabe. Stauffenburg Verlag, Tübingen 2008 (Kommentar I.4) S. 438–440.
35. ↑  Norbert Greiner, Wolfgang G. Müller (Hrsg.): Hamlet, Prince of Denmark. Englisch-deutsche Studienausgabe. Stauffenburg Verlag, Tübingen 2008: I, 5, 38–40. Ann Thompson, Neil Taylor (Hrsg.): Hamlet. The Arden Shakespeare. Third Series. Band 1, London 2006.: I, 5, 38–40. Norbert Greiner, Wolfgang G. Müller (Hrsg.): Hamlet, Prince of Denmark. Englisch-deutsche Studienausgabe. Stauffenburg Verlag, Tübingen 2008 (Kommentar I.5) S. 442.
36. ↑  Norbert Greiner, Wolfgang G. Müller (Hrsg.): Hamlet, Prince of Denmark. Englisch-deutsche Studienausgabe. Stauffenburg Verlag, Tübingen 2008: I, 5, 25. Ann Thompson, Neil Taylor (Hrsg.): Hamlet. The Arden Shakespeare. Third Series. Band 1, London 2006.: I, 5, 25. Norbert Greiner, Wolfgang G. Müller (Hrsg.): Hamlet, Prince of Denmark. Englisch-deutsche Studienausgabe. Stauffenburg Verlag, Tübingen 2008 (Kommentar I.5) S. 444f.
37. ↑  Norbert Greiner, Wolfgang G. Müller (Hrsg.): Hamlet, Prince of Denmark. Englisch-deutsche Studienausgabe. Stauffenburg Verlag, Tübingen 2008: I, 5, 144–146. Ann Thompson, Neil Taylor (Hrsg.): Hamlet. The Arden Shakespeare. Third Series. Band 1, London 2006.: I, 5, 143–144. Norbert Greiner, Wolfgang G. Müller (Hrsg.): Hamlet, Prince of Denmark. Englisch-deutsche Studienausgabe. Stauffenburg Verlag, Tübingen 2008 (Kommentar I.5) S. 449.
38. ↑  Norbert Greiner, Wolfgang G. Müller (Hrsg.): Hamlet, Prince of Denmark. Englisch-deutsche Studienausgabe. Stauffenburg Verlag, Tübingen 2008: I, 5, 171f. Ann Thompson, Neil Taylor (Hrsg.): Hamlet. The Arden Shakespeare. Third Series. Band 1, London 2006.: I, 5, 169f. Norbert Greiner, Wolfgang G. Müller (Hrsg.): Hamlet, Prince of Denmark. Englisch-deutsche Studienausgabe. Stauffenburg Verlag, Tübingen 2008 (Kommentar I.5) S. 448f.
39. ↑  Norbert Greiner, Wolfgang G. Müller (Hrsg.): Hamlet, Prince of Denmark. Englisch-deutsche Studienausgabe. Stauffenburg Verlag, Tübingen 2008: II, 1, 1–73. Ann Thompson, Neil Taylor (Hrsg.): Hamlet. The Arden Shakespeare. Third Series. Band 1, London 2006.: II, 1, 1–71. Norbert Greiner, Wolfgang G. Müller (Hrsg.): Hamlet, Prince of Denmark. Englisch-deutsche Studienausgabe. Stauffenburg Verlag, Tübingen 2008 (Kommentar) S. 451f.
40. ↑  Norbert Greiner, Wolfgang G. Müller (Hrsg.): Hamlet, Prince of Denmark. Englisch-deutsche Studienausgabe. Stauffenburg Verlag, Tübingen 2008: II, 1, 74–119. Ann Thompson, Neil Taylor (Hrsg.): Hamlet. The Arden Shakespeare. Third Series. Band 1, London 2006.: II, 1, 71–116. Norbert Greiner, Wolfgang G. Müller (Hrsg.): Hamlet, Prince of Denmark. Englisch-deutsche Studienausgabe. Stauffenburg Verlag, Tübingen 2008 (Kommentar II.1) S. 452f.
41. ↑  Norbert Greiner, Wolfgang G. Müller (Hrsg.): Hamlet, Prince of Denmark. Englisch-deutsche Studienausgabe. Stauffenburg Verlag, Tübingen 2008: II, 2, 1–18. Ann Thompson, Neil Taylor (Hrsg.): Hamlet. The Arden Shakespeare. Third Series. Band 1, London 2006.: II, 2, 1–18. Norbert Greiner, Wolfgang G. Müller (Hrsg.): Hamlet, Prince of Denmark. Englisch-deutsche Studienausgabe. Stauffenburg Verlag, Tübingen 2008 (Kommentar II.2) S. 454.
42. ↑  Norbert Greiner, Wolfgang G. Müller (Hrsg.): Hamlet, Prince of Denmark. Englisch-deutsche Studienausgabe. Stauffenburg Verlag, Tübingen 2008: II, 2, 60–85. Ann Thompson, Neil Taylor (Hrsg.): Hamlet. The Arden Shakespeare. Third Series. Band 1, London 2006.: II, 2, 60–85. Norbert Greiner, Wolfgang G. Müller (Hrsg.): Hamlet, Prince of Denmark. Englisch-deutsche Studienausgabe. Stauffenburg Verlag, Tübingen 2008 (Kommentar II.2) S. 455f.
43. ↑  Norbert Greiner, Wolfgang G. Müller (Hrsg.): Hamlet, Prince of Denmark. Englisch-deutsche Studienausgabe. Stauffenburg Verlag, Tübingen 2008: II, 2, 162f. Ann Thompson, Neil Taylor (Hrsg.): Hamlet. The Arden Shakespeare. Third Series. Band 1, London 2006.: II, 2, 159f. Norbert Greiner, Wolfgang G. Müller (Hrsg.): Hamlet, Prince of Denmark. Englisch-deutsche Studienausgabe. Stauffenburg Verlag, Tübingen 2008 (Kommentar II.2) S. 457.
44. ↑  Norbert Greiner, Wolfgang G. Müller (Hrsg.): Hamlet, Prince of Denmark. Englisch-deutsche Studienausgabe. Stauffenburg Verlag, Tübingen 2008: II, 2, 289. Ann Thompson, Neil Taylor (Hrsg.): Hamlet. The Arden Shakespeare. Third Series. Band 1, London 2006.: II, 2, 258. Norbert Greiner, Wolfgang G. Müller (Hrsg.): Hamlet, Prince of Denmark. Englisch-deutsche Studienausgabe. Stauffenburg Verlag, Tübingen 2008 (Kommentar II.2) S. 460.
45. ↑  Norbert Greiner, Wolfgang G. Müller (Hrsg.): Hamlet, Prince of Denmark. Englisch-deutsche Studienausgabe. Stauffenburg Verlag, Tübingen 2008: II, 2, 380–383; 411–421; 521–523 und 590f. Ann Thompson, Neil Taylor (Hrsg.): Hamlet. The Arden Shakespeare. Third Series. Band 1, London 2006.: II, 2, 326–329; 359–370; 472–474 und 539f. Norbert Greiner, Wolfgang G. Müller (Hrsg.): Hamlet, Prince of Denmark. Englisch-deutsche Studienausgabe. Stauffenburg Verlag, Tübingen 2008 (Kommentar II.2) S. 462–466.
46. ↑  Norbert Greiner, Wolfgang G. Müller (Hrsg.): Hamlet, Prince of Denmark. Englisch-deutsche Studienausgabe. Stauffenburg Verlag, Tübingen 2008: II, 1, 5–10 und 22f. Ann Thompson, Neil Taylor (Hrsg.): Hamlet. The Arden Shakespeare. Third Series. Band 1, London 2006.: III, 1, 5–10 und 22f. Norbert Greiner, Wolfgang G. Müller (Hrsg.): Hamlet, Prince of Denmark. Englisch-deutsche Studienausgabe. Stauffenburg Verlag, Tübingen 2008 (Kommentar III.1) S. 466f.
47. ↑  Norbert Greiner, Wolfgang G. Müller (Hrsg.): Hamlet, Prince of Denmark. Englisch-deutsche Studienausgabe. Stauffenburg Verlag, Tübingen 2008: III, 1, 28–55. Ann Thompson, Neil Taylor (Hrsg.): Hamlet. The Arden Shakespeare. Third Series. Band 1, London 2006.: III, 1, 28–54. Norbert Greiner, Wolfgang G. Müller (Hrsg.): Hamlet, Prince of Denmark. Englisch-deutsche Studienausgabe. Stauffenburg Verlag, Tübingen 2008 (Kommentar III.1) S. 467f.
48. ↑  Norbert Greiner, Wolfgang G. Müller (Hrsg.): Hamlet, Prince of Denmark. Englisch-deutsche Studienausgabe. Stauffenburg Verlag, Tübingen 2008: III, 1, 56–90. Ann Thompson, Neil Taylor (Hrsg.): Hamlet. The Arden Shakespeare. Third Series. Band 1, London 2006.: III, 1, 55–89. Norbert Greiner, Wolfgang G. Müller (Hrsg.): Hamlet, Prince of Denmark. Englisch-deutsche Studienausgabe. Stauffenburg Verlag, Tübingen 2008 (Kommentar III.1) S. 468–472.
49. ↑  Norbert Greiner, Wolfgang G. Müller (Hrsg.): Hamlet, Prince of Denmark. Englisch-deutsche Studienausgabe. Stauffenburg Verlag, Tübingen 2008: III, 1, 91–149. Ann Thompson, Neil Taylor (Hrsg.): Hamlet. The Arden Shakespeare. Third Series. Band 1, London 2006.: III, 1, 89–148. Norbert Greiner, Wolfgang G. Müller (Hrsg.): Hamlet, Prince of Denmark. Englisch-deutsche Studienausgabe. Stauffenburg Verlag, Tübingen 2008 (Kommentar III.1) S. 472–476.
50. ↑  Norbert Greiner, Wolfgang G. Müller (Hrsg.): Hamlet, Prince of Denmark. Englisch-deutsche Studienausgabe. Stauffenburg Verlag, Tübingen 2008: III, 1, 162–175 und 176–188. Ann Thompson, Neil Taylor (Hrsg.): Hamlet. The Arden Shakespeare. Third Series. Band 1, London 2006.: III, 1, 161–174 und 175–187. Norbert Greiner, Wolfgang G. Müller (Hrsg.): Hamlet, Prince of Denmark. Englisch-deutsche Studienausgabe. Stauffenburg Verlag, Tübingen 2008 (Kommentar III.1) S. 476f.
51. ↑  Norbert Greiner, Wolfgang G. Müller (Hrsg.): Hamlet, Prince of Denmark. Englisch-deutsche Studienausgabe. Stauffenburg Verlag, Tübingen 2008: III, 2, 1–43; 75–81 und 86. Ann Thompson, Neil Taylor (Hrsg.): Hamlet. The Arden Shakespeare. Third Series. Band 1, London 2006.: III, 2, 1–43; 74–83 und 86. Norbert Greiner, Wolfgang G. Müller (Hrsg.): Hamlet, Prince of Denmark. Englisch-deutsche Studienausgabe. Stauffenburg Verlag, Tübingen 2008 (Kommentar III.2) S. 477–479.
52. ↑  Norbert Greiner, Wolfgang G. Müller (Hrsg.): Hamlet, Prince of Denmark. Englisch-deutsche Studienausgabe. Stauffenburg Verlag, Tübingen 2008: III, 2, 245–260. Ann Thompson, Neil Taylor (Hrsg.): Hamlet. The Arden Shakespeare. Third Series. Band 1, London 2006.: III, 2, 248–262. Norbert Greiner, Wolfgang G. Müller (Hrsg.): Hamlet, Prince of Denmark. Englisch-deutsche Studienausgabe. Stauffenburg Verlag, Tübingen 2008 (Kommentar III.2) S. 479–486.
53. ↑  Norbert Greiner, Wolfgang G. Müller (Hrsg.): Hamlet, Prince of Denmark. Englisch-deutsche Studienausgabe. Stauffenburg Verlag, Tübingen 2008: III, 2, 319 und 360. Ann Thompson, Neil Taylor (Hrsg.): Hamlet. The Arden Shakespeare. Third Series. Band 1, London 2006.: III, 2, 323f und 365. Norbert Greiner, Wolfgang G. Müller (Hrsg.): Hamlet, Prince of Denmark. Englisch-deutsche Studienausgabe. Stauffenburg Verlag, Tübingen 2008 (Kommentar III.2) S. 486f.
54. ↑  Norbert Greiner, Wolfgang G. Müller (Hrsg.): Hamlet, Prince of Denmark. Englisch-deutsche Studienausgabe. Stauffenburg Verlag, Tübingen 2008: III, 3, 1–7; 27f; 36–72 und 73–96. Ann Thompson, Neil Taylor (Hrsg.): Hamlet. The Arden Shakespeare. Third Series. Band 1, London 2006.: III, 3, 1–7; 27f; 36–72 und 73–96. Norbert Greiner, Wolfgang G. Müller (Hrsg.): Hamlet, Prince of Denmark. Englisch-deutsche Studienausgabe. Stauffenburg Verlag, Tübingen 2008 (Kommentar III.3) S. 487–490.
55. ↑  Norbert Greiner, Wolfgang G. Müller (Hrsg.): Hamlet, Prince of Denmark. Englisch-deutsche Studienausgabe. Stauffenburg Verlag, Tübingen 2008: III, 4, 1f; 8 und 16. Ann Thompson, Neil Taylor (Hrsg.): Hamlet. The Arden Shakespeare. Third Series. Band 1, London 2006.: III, 4, 1f; 8 und 16. Norbert Greiner, Wolfgang G. Müller (Hrsg.): Hamlet, Prince of Denmark. Englisch-deutsche Studienausgabe. Stauffenburg Verlag, Tübingen 2008 (Kommentar III.4) S. 491–495.
56. ↑  Norbert Greiner, Wolfgang G. Müller (Hrsg.): Hamlet, Prince of Denmark. Englisch-deutsche Studienausgabe. Stauffenburg Verlag, Tübingen 2008: III, 4, 17–24. Ann Thompson, Neil Taylor (Hrsg.): Hamlet. The Arden Shakespeare. Third Series. Band 1, London 2006.: III, 4, 17–24. Norbert Greiner, Wolfgang G. Müller (Hrsg.): Hamlet, Prince of Denmark. Englisch-deutsche Studienausgabe. Stauffenburg Verlag, Tübingen 2008 (Kommentar III.4) S. 491f.
57. ↑  Norbert Greiner, Wolfgang G. Müller (Hrsg.): Hamlet, Prince of Denmark. Englisch-deutsche Studienausgabe. Stauffenburg Verlag, Tübingen 2008: III, 4, 91–94; 110–115 und 139–141. Ann Thompson, Neil Taylor (Hrsg.): Hamlet. The Arden Shakespeare. Third Series. Band 1, London 2006.: III, 4, 89–92; 106–111 und 135f. Norbert Greiner, Wolfgang G. Müller (Hrsg.): Hamlet, Prince of Denmark. Englisch-deutsche Studienausgabe. Stauffenburg Verlag, Tübingen 2008 (Kommentar III.4) S. 493.
58. ↑  Norbert Greiner, Wolfgang G. Müller (Hrsg.): Hamlet, Prince of Denmark. Englisch-deutsche Studienausgabe. Stauffenburg Verlag, Tübingen 2008: III, 4, 146–148 und 199–201. Ann Thompson, Neil Taylor (Hrsg.): Hamlet. The Arden Shakespeare. Third Series. Band 1, London 2006.: III, 4, 142–144 und 195–197. Norbert Greiner, Wolfgang G. Müller (Hrsg.): Hamlet, Prince of Denmark. Englisch-deutsche Studienausgabe. Stauffenburg Verlag, Tübingen 2008 (Kommentar III.4) S. 494.
59. ↑  Norbert Greiner, Wolfgang G. Müller (Hrsg.): Hamlet, Prince of Denmark. Englisch-deutsche Studienausgabe. Stauffenburg Verlag, Tübingen 2008: IV, 1, 13 und 36. Ann Thompson, Neil Taylor (Hrsg.): Hamlet. The Arden Shakespeare. Third Series. Band 1, London 2006.: IV, 1, 13 und 36. Norbert Greiner, Wolfgang G. Müller (Hrsg.): Hamlet, Prince of Denmark. Englisch-deutsche Studienausgabe. Stauffenburg Verlag, Tübingen 2008 (Kommentar IV.1) S. 496.
60. ↑  Norbert Greiner, Wolfgang G. Müller (Hrsg.): Hamlet, Prince of Denmark. Englisch-deutsche Studienausgabe. Stauffenburg Verlag, Tübingen 2008: IV, 2, 1 und 28. Ann Thompson, Neil Taylor (Hrsg.): Hamlet. The Arden Shakespeare. Third Series. Band 1, London 2006.: IV, 2, 1 und 28. Norbert Greiner, Wolfgang G. Müller (Hrsg.): Hamlet, Prince of Denmark. Englisch-deutsche Studienausgabe. Stauffenburg Verlag, Tübingen 2008 (Kommentar IV.2) S. 497f.
61. ↑  Norbert Greiner, Wolfgang G. Müller (Hrsg.): Hamlet, Prince of Denmark. Englisch-deutsche Studienausgabe. Stauffenburg Verlag, Tübingen 2008: IV, 3, 53f und 64. Ann Thompson, Neil Taylor (Hrsg.): Hamlet. The Arden Shakespeare. Third Series. Band 1, London 2006.: IV, 3, 51–53 und 62f. Norbert Greiner, Wolfgang G. Müller (Hrsg.): Hamlet, Prince of Denmark. Englisch-deutsche Studienausgabe. Stauffenburg Verlag, Tübingen 2008 (Kommentar IV.3) S. 498–500.
62. ↑  Norbert Greiner, Wolfgang G. Müller (Hrsg.): Hamlet, Prince of Denmark. Englisch-deutsche Studienausgabe. Stauffenburg Verlag, Tübingen 2008: IV, 4, 65f. Ann Thompson, Neil Taylor (Hrsg.): Hamlet. The Arden Shakespeare. Third Series. Band 1, London 2006.: IV, 4, 64f. Norbert Greiner, Wolfgang G. Müller (Hrsg.): Hamlet, Prince of Denmark. Englisch-deutsche Studienausgabe. Stauffenburg Verlag, Tübingen 2008 (Kommentar IV.4) S. 500–502.
63. ↑  Norbert Greiner, Wolfgang G. Müller (Hrsg.): Hamlet, Prince of Denmark. Englisch-deutsche Studienausgabe. Stauffenburg Verlag, Tübingen 2008: IV, 5, 2f und 112f. Ann Thompson, Neil Taylor (Hrsg.): Hamlet. The Arden Shakespeare. Third Series. Band 1, London 2006.: IV, 5, 2f und 112f. Norbert Greiner, Wolfgang G. Müller (Hrsg.): Hamlet, Prince of Denmark. Englisch-deutsche Studienausgabe. Stauffenburg Verlag, Tübingen 2008 (Kommentar IV.5) S. 502–508.
64. ↑  Norbert Greiner, Wolfgang G. Müller (Hrsg.): Hamlet, Prince of Denmark. Englisch-deutsche Studienausgabe. Stauffenburg Verlag, Tübingen 2008: IV, 6, 13–32. Ann Thompson, Neil Taylor (Hrsg.): Hamlet. The Arden Shakespeare. Third Series. Band 1, London 2006.: IV, 6, 13–31. Norbert Greiner, Wolfgang G. Müller (Hrsg.): Hamlet, Prince of Denmark. Englisch-deutsche Studienausgabe. Stauffenburg Verlag, Tübingen 2008 (Kommentar IV.6) S. 508f.
65. ↑  Norbert Greiner, Wolfgang G. Müller (Hrsg.): Hamlet, Prince of Denmark. Englisch-deutsche Studienausgabe. Stauffenburg Verlag, Tübingen 2008: IV, 7, 42–45; 132–137 und 162. Ann Thompson, Neil Taylor (Hrsg.): Hamlet. The Arden Shakespeare. Third Series. Band 1, London 2006.: IV, 7, 43–46; 132–137 und 162. Norbert Greiner, Wolfgang G. Müller (Hrsg.): Hamlet, Prince of Denmark. Englisch-deutsche Studienausgabe. Stauffenburg Verlag, Tübingen 2008 (Kommentar IV.7) S. 509–5014.
66. ↑  Norbert Greiner, Wolfgang G. Müller (Hrsg.): Hamlet, Prince of Denmark. Englisch-deutsche Studienausgabe. Stauffenburg Verlag, Tübingen 2008: V, 1, 1–27; 209; 229 und 246. Ann Thompson, Neil Taylor (Hrsg.): Hamlet. The Arden Shakespeare. Third Series. Band 1, London 2006.: V, 1, 1–29; 211; 231 und 247. Norbert Greiner, Wolfgang G. Müller (Hrsg.): Hamlet, Prince of Denmark. Englisch-deutsche Studienausgabe. Stauffenburg Verlag, Tübingen 2008 (Kommentar V.1) S. 514–523.
67. ↑  Norbert Greiner, Wolfgang G. Müller (Hrsg.): Hamlet, Prince of Denmark. Englisch-deutsche Studienausgabe. Stauffenburg Verlag, Tübingen 2008: V, 2, 56f; 141–149; 269f; 298f; 302–316; 317–321; 328–338; 345 und 384f. Ann Thompson, Neil Taylor (Hrsg.): Hamlet. The Arden Shakespeare. Third Series. Band 1, London 2006.: V, 2, 56; 127–136; 257f; 294f; 298–311; 313–316; 323–333; 340 und 380. Norbert Greiner, Wolfgang G. Müller (Hrsg.): Hamlet, Prince of Denmark. Englisch-deutsche Studienausgabe. Stauffenburg Verlag, Tübingen 2008 (Kommentar V.2) S. 523–535.
68. ↑  Geoffrey Bullough (Hrsg.): Narrative and Dramatic Sources of Shakespeare. 8 Vols. London and New York 1957–1975.
69. ↑  Ann Thompson, Neil Taylor (Hrsg.): Hamlet. The Arden Shakespeare. Third Series. Band 1, London 2006.: S. 61.
70. ↑  Ann Thompson, Neil Taylor (Hrsg.): Hamlet. The Arden Shakespeare. Third Series. Band 1, London 2006.: S. 59.
71. ↑  Ann Thompson, Neil Taylor (Hrsg.): Hamlet. The Arden Shakespeare. Third Series. Band 1, London 2006.: S. 59. Zitat: Once it is conceded […] that we are not looking for just one “precise date” but a process of production […] it becomes possible to admit that a Version of Hamlet by Shakespeare may date back to 1589, or even earlier […]
72. ↑  Ulrich Suerbaum: Shakespeares Dramen. Basel 2001. S. 283.
73. ↑  Michael Dobson, Stanley Wells: The Oxford Companion to Shakespeare. Oxford University Press, Oxford 2001, S. 350.
74. ↑  Ulrich Suerbaum: Shakespeares Dramen. Basel 2001. S. 287.
75. ↑  Ulrich Suerbaum: Shakespeares Dramen. Basel 2001. S. 289.
76. ↑  Wieland an Sulzer, 1758; Stadler, Wielands Shakespeare, S. 9. Zit. nach Ulrich Suerbaum: Shakespeares Dramen. Basel 2001. S. 287.
77. ↑  Ulrich Suerbaum: Shakespeares Dramen. Basel 2001. S. 287.
78. ↑  Ulrich Suerbaum: Shakespeares Dramen. Basel 2001. S. 290.
79. ↑  Ulrich Suerbaum: Shakespeares Dramen, Basel 2001, S. 292.
80. ↑  Ulrich Suerbaum: Shakespeares Dramen, Basel 2001, S. 292: „Auf der Grundlage dieser Übersetzerhaltung (Schlegels) des absoluten Glaubens an den Sinn des Originals wird The Rest is silcence zu Der Rest ist Schweigen und gewinnt (so) die dem modernen Leser vertraute shakespearenahe Form“. Ulrich Suerbaum: Shakespeares Dramen, Basel 2001, S. 293: „Der Schlegel-Tiecksche Shakespeare war zu seiner Entstehungszeit wohl die getreueste Übersetzung eines dichterischen Werkes, die im Deutsche existierte. Vielleicht ist sie es heute noch.“ Ulrich Suerbaum: Shakespeares Dramen, Basel 2001, S. 294: "... es ist niemals gelungen, die Vorherrschaft der >klassischen< Übersetzung zu brechen. Hans-Dieter Gelfert: William Shakespeare in seiner Zeit. C. H. Beck Verlag, München 2014, S. 413: „Auch wenn die Schlegel-Tiecksche Übersetzung Mängel aufweist, … so gilt sie heute noch als die klassische Nachdichtung und hat einen eigenen Status als Original erlangt.“ Sonja Fielitz: William Shakespeare – Eine Einführung in Werk und Wirkung. Wissenschaftliche Buchgesellschaft, Darmstadt 2013, S. 130: „Das, was wir heute als 'Schlegel/Tieck' bezeichnen, … ist Teil des deutschen kulturellen Erbes geworden.“
81. ↑  The Cambridge History of English and American Literature in 18 Volumes (1907–1921). Volume V. The Drama to 1642, Part One. XII. Shakespeare on the Continent § 11. The Translations of La Place, and their effect on Voltaire and French Criticism.
82. ↑  Bernice W. Kliman (Hrsg.): Latin American Shakespeares. 2005. S. 29.
83. ↑  Michael Dobson, Stanley Wells: The Oxford Companion to Shakespeare. Oxford University Press, Oxford 2001. S. 20.
84. ↑  Margareta de Grazia, Stanley Wells (Hrsg.): The Cambridge Companion to Shakespeare. Cambridge University Press, Cambridge 2001. S. 261.
85. ↑  Yanna Sun Shakespeare in China (Memento des Originals vom 28. Februar 2014 im Internet Archive)  Info: Der Archivlink wurde automatisch eingesetzt und noch nicht geprüft. Bitte prüfe Original- und Archivlink gemäß Anleitung und entferne dann diesen Hinweis.. S. 18f. Englischsprachige Dissertation aus dem Jahr 2008 an der Universität Dresden.
86. ↑  Ulrich Suerbaum: Shakespeares Dramen. Basel 2001. S. 174.
87. ↑  Aus: "The Prologue of The Monks Tale", Geoffrey Chaucer. Works. Ed. F. N. Robinson. 2nd Ed. S. 189. Zit. nach U. Suerbaum, Shakespeares Dramen: S. 171. Link auf Internet-Archivev. Eine weitere Bestimmung findet sich in: G. Chaucer (Ed. F. N. Robinson), S. 331: "Tragedye is to seyn a dite of a prosperite for a time, that endeth in wrecchidnesse." (Glosse in Zeile 70.) Zitiert nach Dieter Mehl: "Die Tragödien Shakespeares", S. 10.  Link auf Internet-Archive
88. ↑  Carmina Burana. No. 16, „Fortune plango vulnera“, Zeile 17.
89. ↑  Ulrich Suerbaum: Shakespeares Dramen. Basel 2001. S. 173.
90. ↑  Ulrich Suerbaum: Shakespeares Dramen. Basel 2001. S. 175f.
91. ↑  Jonathan Bate, Eric Rasmussen (Hrsg.): Hamlet. The RSC Shakespeare. Houndmills 2008. S. 6.
92. ↑  Norbert Greiner, Wolfgang G. Müller (Hrsg.): Hamlet, Prince of Denmark. Englisch-deutsche Studienausgabe. Stauffenburg Verlag, Tübingen 2008. S. 37f.
93. ↑  Norbert Greiner, Wolfgang G. Müller (Hrsg.): Hamlet, Prince of Denmark. Englisch-deutsche Studienausgabe. Stauffenburg Verlag, Tübingen 2008. S. 37f.
94. ↑  Horace Howard Furness 1908, in: Ann Thompson, Neil Taylor (Hrsg.): Hamlet. The Arden Shakespeare. Third Series. Band 1, London 2006. S. 1.
95. ↑  Ann Thompson, Neil Taylor (Hrsg.): Hamlet. The Arden Shakespeare. Third Series. Band 1, London 2006. S. 2.
96. ↑  Philip Edwards (Hrsg.). Hamlet, Prince of Denmark. New Cambridge Shakespeare. Cambridge 1985, 2003. S. 32.
97. ↑  John D. Jump: Shakespeare “Hamlet”: Selection of critical Essays. (Casebook Series), London 1968. Zitiert nach Dieter Mehl: Hamlet. S. 71.
98. ↑  Philip Edwards (Hrsg.): Hamlet, Prince of Denmark. New Cambridge Shakespeare. Cambridge 1985, 2003. S. 32.
99. ↑  Philip Edwards (Hrsg.). Hamlet, Prince of Denmark. New Cambridge Shakespeare. Cambridge 1985, 2003. S. 33.
100. ↑  Brown Handbook, S. 160 f.
101. ↑  Philip Edwards (Hrsg.): Hamlet, Prince of Denmark. New Cambridge Shakespeare. Cambridge 1985, 2003, S. 34.
102. ↑  Ulrich Suerbaum: Shakespeares Dramen. Basel 2001. S. 291.
103. ↑  Johann Wolfgang Goethe: Shakespeare und kein Ende. In: Hamburger Ausgabe, Bd. 12, S. 296. Zit. nach Suerbaum, S. 293.
104. ↑  William Hazlitt: Characters of Shakespear’s Plays. Second edition. Taylor and Hessey, London 1818. S. 113.
105. ↑  Johann Wolfgang von Goethe: Wilhelm Meisters Lehrjahre. IV, 13. S. 263.
106. ↑  Rebecca West: The Court and the Castle. 1958. S. 64 f.
107. ↑  Philip Edwards (Hrsg.): Hamlet, Prince of Denmark. New Cambridge Shakespeare. Cambridge 1985, 2003, S. 33.
108. ↑  Philip Edwards (Hrsg.): Hamlet, Prince of Denmark. New Cambridge Shakespeare. Cambridge 1985, 2003, S. 34.
109. ↑  Hermann Ulrici: Ueber Shakspeare’s dramatische Kunst (1839). S. 227–248.
110. ↑  Hermann Ulrici: Ueber Shakspeare’s dramatische Kunst (1839). S. 228.
111. ↑  Hermann Ulrici: Ueber Shakspeare’s dramatische Kunst (1839). S. 229.
112. ↑  Hermann Ulrici: Ueber Shakspeare’s dramatische Kunst (1839). S. 231–234.
113. ↑  Philip Edwards (Hrsg.): Hamlet, Prince of Denmark. New Cambridge Shakespeare. Cambridge 1985, 2003, S. 35.
114. ↑  Friedrich Nietzsche: Die Geburt der Tragödie. S. 50.
115. ↑  Philip Edwards (Hrsg.): Hamlet, Prince of Denmark. New Cambridge Shakespeare. Cambridge 1985, 2003, S. 48: “Whether Hamlet kills the king or not, Denmark will continue to be a prison […]”.
116. ↑  Johann Wolfgang von Goethe: Wilhelm Meisters Lehrjahre. IV, 14.
117. ↑  Samuel Taylor Coleridge, Shakespeare Criticism. Everyman Ed. 2 Bde. London 1960, I, S. 34.
118. ↑  A.C. Bradley, Shakespearean Tragedy (London 1904) S. 127. und John Dover Wilson What happens in Hamlet. S. 226. Norbert Greiner, Wolfgang G. Müller (Hrsg.): Hamlet, Prince of Denmark. Englisch-deutsche Studienausgabe. Stauffenburg Verlag, Tübingen 2008: (Interpretation 5.2) S. 41f.
119. ↑  Sigmund Freud: Die Traumdeutung S. 224. „Das Stück ist auf die Zögerung Hamlets aufgebaut, die ihm zugeteilte Aufgabe der Rache zu erfüllen […]“
120. ↑  Ernest Jones. Hamlet and Oedipus. (London 1949). Horst Breuer. Zur Methodik der Hamlet-Deutung von Ernest Jones. Shakespeare Jahrbuch (West) 1973 S. 144–171. In der jüngeren kritischen Auseinandersetzung mit Jones’ Deutungsansatz einer zweifachen Identifikation Hamlets verweist Andreas Höfele darauf, dass es nicht einmal versteckte Hinweise im Text gebe, aus denen darauf geschlossen werden könne, dass „Hamlet je sich selbst, geschweige denn seinen Vater mit Claudius identifizierte.“ Siehe Andreas Höfele: Hamlet. In: Interpretationen – Shakespeares Dramen. Philipp Reclam jun. Verlag, Stuttgart 2000, S. 238–272, hier S. 59f.
121. ↑  Theodor Lidz. Hamlets Enemy. Madness and Myth in Hamlet. London 1975.
122. ↑  Jacques Lacan. Desire an the Interpretation of Desire in Hamlet. In: Literature and Psychoanalysis. 1982 S. 11–52. Norbert Greiner, Wolfgang G. Müller (Hrsg.): Hamlet, Prince of Denmark. Englisch-deutsche Studienausgabe. Stauffenburg Verlag, Tübingen 2008: (Interpretation 5.2) S. 43f.
123. ↑  Arthur J.A. Waldock. Hamlet. A study in Critical Method. Cambridge 1931. JM Robertson. Hamlet once more. London 1923. Levin Ludwig Schücking. Der Sinn des Hamlet. Leipzig 1935. E.E. Stoll. Hamlet the Man. London 1935.
124. ↑  L.C. Knights. Explorations. Harmondsworth 1964 S. 85.
125. ↑  William Empson. Hamlet when New. Sewanee Review 61 (1953) S. 15–42. Norbert Greiner, Wolfgang G. Müller (Hrsg.): Hamlet, Prince of Denmark. Englisch-deutsche Studienausgabe. Stauffenburg Verlag, Tübingen 2008: (Interpretation 5.2) S. 44. Die These einer Nicht-Interpretierbarkeit des Hamlet wurde aus anderen Gründen ebenfalls von Michel Foucault vertreten, der den Hamlet, in dem sich die Rezipienten wiedererkennen, als bloße „Fata Morgana“ bezeichnete. Auch die Shakespeare-Interpreten, die sich an Foucault oder anderen poststrukturalistischen Denkern orientieren, tun „jeglichen Versuch, Hamlet »verstehen« zu wollen, als pure Projektion“ ab. Siehe Andreas Höfele: Hamlet. In: Interpretationen – Shakespeares Dramen. Philipp Reclam jun. Verlag, Stuttgart 2000, S. 238–272, hier S. 239ff.
126. ↑  „I have that within wich passeth show.“ Norbert Greiner, Wolfgang G. Müller (Hrsg.): Hamlet, Prince of Denmark. Englisch-deutsche Studienausgabe. Stauffenburg Verlag, Tübingen 2008: I, 2, 85. (Einleitung 5.2) S. 45.
127. ↑  „To put an antic disposition on.“ Norbert Greiner, Wolfgang G. Müller (Hrsg.): Hamlet, Prince of Denmark. Englisch-deutsche Studienausgabe. Stauffenburg Verlag, Tübingen 2008: I, 5, 172. „O, what a noble mind is here o’erthrown.“ Norbert Greiner, Wolfgang G. Müller (Hrsg.): Hamlet, Prince of Denmark. Englisch-deutsche Studienausgabe. Stauffenburg Verlag, Tübingen 2008: III, 1, 150–154. (Einleitung 5.2) S. 45.
128. ↑  „His madness is poor Hamlet’s enemy.“ Norbert Greiner, Wolfgang G. Müller (Hrsg.): Hamlet, Prince of Denmark. Englisch-deutsche Studienausgabe. Stauffenburg Verlag, Tübingen 2008: V, 2, 222–228. (Einleitung 5.2) S. 45.
129. ↑  Norbert Greiner, Wolfgang G. Müller (Hrsg.): Hamlet, Prince of Denmark. Englisch-deutsche Studienausgabe. Stauffenburg Verlag, Tübingen 2008 (Einleitung 5.2) S. 46.
130. ↑  Der einzige Monolog in der zweiten Hälfte des Stückes (IV.4) wurde in der F1-Version gestrichen.
131. ↑  Norbert Greiner, Wolfgang G. Müller (Hrsg.): Hamlet, Prince of Denmark. Englisch-deutsche Studienausgabe. Stauffenburg Verlag, Tübingen 2008 (Einleitung 5.2) S. 46.
132. ↑  Norbert Greiner, Wolfgang G. Müller (Hrsg.): Hamlet, Prince of Denmark. Englisch-deutsche Studienausgabe. Stauffenburg Verlag, Tübingen 2008 (Einleitung 5.2) S. 47. Maurice Charney. Style in Hamlet. Princeton 1969.
133. ↑  Norbert Greiner, Wolfgang G. Müller (Hrsg.): Hamlet, Prince of Denmark. Englisch-deutsche Studienausgabe. Stauffenburg Verlag, Tübingen 2008 (Einleitung 5.2) S. 48. K. Ludwig Pfeiffer. „Der Denkstil Hamlets. Theorie und Praxis der Geschichtlichkeit eines Dramas.“ ShJb West (1982) S. 99–118.
134. ↑  Norbert Greiner, Wolfgang G. Müller (Hrsg.): Hamlet, Prince of Denmark. Englisch-deutsche Studienausgabe. Stauffenburg Verlag, Tübingen 2008: II, 2, 101f. (Interpretation 5.4) S. 56.
135. ↑  Norbert Greiner, Wolfgang G. Müller (Hrsg.): Hamlet, Prince of Denmark. Englisch-deutsche Studienausgabe. Stauffenburg Verlag, Tübingen 2008: (Interpretation 5.4) S. 56f. Roland Mushat Frye: The Renaissance Hamlet. Princeton 1984. S. 42.
136. ↑  Norbert Greiner, Wolfgang G. Müller (Hrsg.): Hamlet, Prince of Denmark. Englisch-deutsche Studienausgabe. Stauffenburg Verlag, Tübingen 2008: I, 2, 14f: „Nor have we herein barred Your better wisdom.“ (Interpretation 5.4) S. 57.
137. ↑  Norbert Greiner, Wolfgang G. Müller (Hrsg.): Hamlet, Prince of Denmark. Englisch-deutsche Studienausgabe. Stauffenburg Verlag, Tübingen 2008: V, 2, 64f: „He that hath killed my king, and whored my mother, Popped in between th’election and my hopes.“ (Interpretation 5.4) S. 57.
138. ↑  Norbert Greiner, Wolfgang G. Müller (Hrsg.): Hamlet, Prince of Denmark. Englisch-deutsche Studienausgabe. Stauffenburg Verlag, Tübingen 2008: II, 2, 60–85. Norbert Greiner, Wolfgang G. Müller (Hrsg.): Hamlet, Prince of Denmark. Englisch-deutsche Studienausgabe. Stauffenburg Verlag, Tübingen 2008 (Kommentar II.2) S. 455f.: „Der König […] bekommt hier einen außenpolitischen Erfolg bescheinigt, der seine Kompetenz als Herrscher […] eindrücklich dokumentiert.“
139. ↑  Norbert Greiner, Wolfgang G. Müller (Hrsg.): Hamlet, Prince of Denmark. Englisch-deutsche Studienausgabe. Stauffenburg Verlag, Tübingen 2008: IV, 5, 97. „Where are my Switzers? Let them guard the door.“ Norbert Greiner, Wolfgang G. Müller (Hrsg.): Hamlet, Prince of Denmark. Englisch-deutsche Studienausgabe. Stauffenburg Verlag, Tübingen 2008 (Einleitung 5.4) S. 58.
140. ↑  Norbert Greiner, Wolfgang G. Müller (Hrsg.): Hamlet, Prince of Denmark. Englisch-deutsche Studienausgabe. Stauffenburg Verlag, Tübingen 2008: IV, 2, 27f. (Interpretation 5.4) S. 58.
141. ↑  Juliet McLaughlin, „The Prince of Denmark and Claudius Court“. in: „Aspects of Hamlet. Articles reprinted from Shakespeare Survey.“ Ed. Kenneth Muir and Stanley Wells. Cambridge 1979. S. 49–63. Hier S. 53.
142. ↑  Christopher Morris: „Political Thought in England“. Tyndale to Hooker. London 1953. S. 101. Norbert Greiner, Wolfgang G. Müller (Hrsg.): Hamlet, Prince of Denmark. Englisch-deutsche Studienausgabe. Stauffenburg Verlag, Tübingen 2008: (Interpretation 5.4) S. 58.
143. ↑  Bristol, Michael D. „'Funeral bak’d-meats': Carnival and the Carnivalesque in Hamlet.“ William Shakespeare, Hamlet. Ed. Susanne L. Wofford. Case Studies in Contemporary Criticism. Boston: St. Martin’s, 1994. 348-67.
144. ↑  Wolfgang G. Müller: „Die Präsenz des Todes im Leben.“ in: Death-in Life. Ed. Günther Blaicher. Trier 1998. S. 79–96. Hier 89–95.
145. ↑  Terry Eagleton „Rereading Literature: William Shakespeare.“ Blackwell 1986. S. 72–74.
146. ↑  Norbert Greiner, Wolfgang G. Müller (Hrsg.): Hamlet, Prince of Denmark. Englisch-deutsche Studienausgabe. Stauffenburg Verlag, Tübingen 2008. Einleitung S. 49. Linda Bamber: Comic Women… Stanford 1982. S. 70.
147. ↑  Norbert Greiner, Wolfgang G. Müller (Hrsg.): Hamlet, Prince of Denmark. Englisch-deutsche Studienausgabe. Stauffenburg Verlag, Tübingen 2008. Einleitung S. 49.
148. ↑  Norbert Greiner, Wolfgang G. Müller (Hrsg.): Hamlet, Prince of Denmark. Englisch-deutsche Studienausgabe. Stauffenburg Verlag, Tübingen 2008 Einleitung S. 49. II, 2, 568–573: must like a whore unpack my heart.
149. ↑  Norbert Greiner, Wolfgang G. Müller (Hrsg.): Hamlet, Prince of Denmark. Englisch-deutsche Studienausgabe. Stauffenburg Verlag, Tübingen 2008 IV, 7, 186–187: When these are gone, the women will be out.
150. ↑  Ina Schabert: Englische Literaturgeschichte. Eine neue Darstellung aus der Sicht der Geschlechterforschung (= Kröners Taschenausgabe. Band 387). Kröner, Stuttgart 1997, ISBN 3-520-38701-8, S. 24–25. Zitiert nach Norbert Greiner, Wolfgang G. Müller (Hrsg.): Hamlet, Prince of Denmark. Englisch-deutsche Studienausgabe. Stauffenburg Verlag, Tübingen 2008 S. 50. vgl. auch: LLL Günther. I, 1, 255–267: „[…] with a child of our Grandmother Eve, a female, or, for thy more sweet understanding, a woman […] For Jaquenetta – so is the weaker vessel called – wich i apprehend with the aforesaid swain, i keep her as a vessel of thy law’s fury […]“
151. ↑  Norbert Greiner, Wolfgang G. Müller (Hrsg.): Hamlet, Prince of Denmark. Englisch-deutsche Studienausgabe. Stauffenburg Verlag, Tübingen 2008. Einleitung S. 51.
152. ↑  Carolyn Heilbrun: The Charakter of Hamlets Mother. In: Shakespeare Quartely 8 (1957) S. 201–206. Ebenso Tom Stoppard in Rosencrantz and Guildenstern Are Dead.
153. ↑  Janet Adelman: Man and Wife is one Flesh. Hamlet and the Confrontation with the maternal Body. In: Susanne L. Wofford (Hrsg.). William Shakespeare. Hamlet. Case Studies in Contemporary Criticism. New York 1994.
154. ↑  Norbert Greiner, Wolfgang G. Müller (Hrsg.): Hamlet, Prince of Denmark. Englisch-deutsche Studienausgabe. Stauffenburg Verlag, Tübingen 2008. Einleitung. S. 53.
155. ↑  Norbert Greiner, Wolfgang G. Müller (Hrsg.): Hamlet, Prince of Denmark. Englisch-deutsche Studienausgabe. Stauffenburg Verlag, Tübingen 2008. Einleitung S. 53.
156. ↑  John Dover Wilson: What happens in Hamlet. S. 101–114.
157. ↑  Norbert Greiner, Wolfgang G. Müller (Hrsg.): Hamlet, Prince of Denmark. Englisch-deutsche Studienausgabe. Stauffenburg Verlag, Tübingen 2008. Einleitung S. 54.
158. ↑  Hamlet Günther. Essay von Manfred Pfister S. 390f.
159. ↑  Norbert Greiner, Wolfgang G. Müller (Hrsg.): Hamlet, Prince of Denmark. Englisch-deutsche Studienausgabe. Stauffenburg Verlag, Tübingen 2008. Einleitung S. 55.
160. ↑  Carol Thomas Neely: „Documents in Madness.“ in: Susanne L. Wofford (Hrsg.). William Shakespeare. Hamlet. Case Studies in Contemporary Criticism. New York 1994. S. 75–104, insbesondere S. 80.
161. ↑  Ina Schabert: Shakespeare-Handbuch. Sabine Schülting, Die späten Tragödien. S. 534: „Ihr wird keine eigene Stimme gegeben.“
162. ↑  Ann Thompson, Neil Taylor (Hrsg.): Hamlet. The Arden Shakespeare. Third Series. Band 1, London 2006.: S. 97. William Shakespeare: Hamlet. Edited by G. R. Hibbard. The Oxford Shakespeare. Oxford University Press 1987. Reissued as an Oxford World’s Classic Paperback 2008.: S. 14.
163. ↑  Brown Handbook. S. 134.
164. ↑  „The grave-digging scene next engaged the attention of Partridge, who expressed much surprize at the number of skulls thrown upon the stage.“
165. ↑  Henry Fielding: The History of Tom Jones, a Foundling. Book XVI, Chpt. 5. Hinweis bei: Dieter Dieter Mehl: Shakespeares Hamlet. München 2007. S. 77.
166. ↑  Heinrich Christian Boie: Deutsches Museum Juli-Dez. 1776 S. 985. (dort unter „Briefe aus England“) Zitiert nach: Dieter Mehl: Shakespeares Hamlet. München 2007. S. 73.
167. ↑  Dieter Mehl: Shakespeares Hamlet. München 2007. S. 78f.
168. ↑  Dieter Mehl: Shakespeares Hamlet. München 2007. S. 79f.
169. ↑  RSC Stage 1965
170. ↑  Robert Shaughnessy: Hamlet on the english Stage since 1945. in: Peter W. Marx (Hrsg.): Hamlet Handbuch. Metzler, Stuttgart 2014, S. 168–172.
171. ↑  Dieter Mehl: Shakespeares Hamlet. München 2007. S. 83–85.
172. ↑  Peter W. Marx. Challenging the Ghosts: Leopold Jessner’s Hamlet. in: Theatre Research International / Volume / Issue 01 / March 2005, pp. 72–87.
173. ↑  Ann Thompson, Neil Taylor (Hrsg.): Hamlet. The Arden Shakespeare. Third Series. Band 1, London 2006.: S. 110.
174. ↑  Dieter Mehl: Shakespeares Hamlet. München 2007. S. 85–89.
175. ↑  Dieter Mehl: Shakespeares Hamlet. Beck, München 2007, S. 88: „Shakespeares Hamlet war insofern betroffen, als die herrschende Ideologie nach einem Prinzen verlangte, der nicht dem romantischen Melancholiker der deutschen Tradition folgte, sondern Tatkraft und Entschlossenheit ausstrahlte. Diesen Hamlet sah die Kritik in Gustaf Gründgens verkörpert, der vom Januar 1936 an mehrere Jahre auf der Bühne des Staatstheaters Berlin als ein Hamlet auftrat, der vom Publikum als faszinierende Neuinterpretation gesehen und bewundert wurde, manchen jedoch etwas zu kalkuliert und auf Wirkung bedacht erschien.“
176. ↑  Wilhelm Hortmann: Shakespeare und das deutsche Theater im XX. Jahrhundert. Neu bearb. dt. Ausg. Henschel, Berlin 2001, S. 174 und 394 f.
177. ↑  Maximilian Schell: Deutschland ist nicht Hamlet. Probleme der Übersetzung und Interpretation aus der Sicht des Praktikers. Deutsche Shakespeare-Gesellschaft West. Jahrbuch 1982. S. 9–26. Zitat: „Kein Wunder, das Werther das wahre Hamletbild verdrängt hat.“
178. ↑  Dieter Mehl: Shakespeares Hamlet. München 2007. S. 90 f.
179. ↑  Dieter Mehl: Shakespeares Hamlet. München 2007. S. 92–95.
180. 1 2  Chantal Schütz: Shakespeare and Opera, Encyclopædia Britannica, abgerufen am 4. August 2016.
181. ↑  Programmheft Amleto der Bregenzer Festspiele, Juli 2016
182. ↑  Humphrey Searle: Liszts Hamlet, Partitur, Edition Eulenburg No. 456, Vorwort.
183. ↑  Pipers Enzyklopädie des Musiktheaters, Bd. 5. 1995
184. ↑  Pipers Enzyklopädie des Musiktheaters, Bd. 5. 1995
185. ↑  oper-aktuell.de (Memento vom 28. Juli 2016 im Internet Archive).
186. ↑  Stückbeschreibung auf der Homepage der Komischen Oper Berlin (Memento vom 13. Januar 2017 im Internet Archive).
187. ↑  Werkbeschreibung auf der Internetpräsenz der Oper Dortmund (Memento vom 20. April 2016 im Internet Archive).
188. ↑  Gina Thomas: „Hamlet“ in Glyndebourne: Shakespeare, frisch gepresst, ohne Kerne. Rezension der Uraufführungsproduktion. In: FAZ, 15. Juni 2017, abgerufen am 23. Oktober 2017.
189. ↑  IMSLP
190. ↑  Horst Koegler, Helmut Günther: Reclams Balettlexikon, Stuttgart 1984, S. 196
191. ↑  Margareta de Grazia, Stanley Wells (Hrsg.): The Cambridge Companion to Shakespeare. Cambridge University Press, Cambridge 2001. S. 217.
192. ↑  Russell Jackson (Hrsg.): The Cambridge Companion to Shakespeare on Film. Cambridge University Press, Cambridge 2007. S. 120.
193. ↑  Ann Thompson, Neil Taylor (Hrsg.): Hamlet. The Arden Shakespeare. Third Series. Band 1, London 2006.: S. 108.
194. ↑  Dieter Mehl: Shakespeares Hamlet. München 2007. S. 95–101.
195. ↑  Norbert Greiner, Wolfgang G. Müller (Hrsg.): Hamlet, Prince of Denmark. Englisch-deutsche Studienausgabe. Stauffenburg Verlag, Tübingen 2008. S. 72–74. Russell Jackson: Shakespeare and the cinema. In: Margareta de Grazia, Stanley Wells (Hrsg.): The Cambridge Companion to Shakespeare. Cambridge University Press, Cambridge 2001. S. 217–233.